# Bombardement de Dresde
Le bombardement de Dresde est une attaque aérienne conjointe britannique et américaine, effectuée en février 1945, sous les espèces d’un « aerial bombing » (communément appelé tapis de bombes), contre la ville allemande de Dresde pendant la Seconde Guerre mondiale. 
En une nuit et deux jours, près de 1 300 bombardiers larguèrent 2 431 tonnes de bombes à haute puissance explosive et 1 475 tonnes de bombes incendiaires (soit des centaines de milliers de bâtonnets incendiaires), lors de trois raids principaux (les 13 et 14 février 1945) et d’un dernier raid le 15 février 1945, pour un total de plus de 3 900 tonnes d’engins explosifs et incendiaires. Les deux premiers raids de la RAF britannique mirent en action 243 puis 529 bombardiers Lancaster, et dans le troisième, mené le lendemain 14 février par l’USAAF américaine, étaient engagés 316 bombardiers B-17 (Forteresses volantes) accompagnés de 100 à 200 chasseurs. Ce bombardement en trois vagues, ainsi que la tempête de feu subséquente, provoqua la destruction de plus de 6,5 km2 du centre-ville de Dresde. L’opération fit périr au moins 25 000 personnes, selon les conclusions présentées en 2010, après des décennies de controverse, par une commission d’historiens instituée par la municipalité de Dresde, et à l’encontre des chiffres fortement exagérés (200 000 tués) répandus d’abord par le régime nazi, puis, pendant la guerre froide, par la propagande soviétique, ou encore par l’auteur David Irving (qui postulait un nombre de 250 000, avant de se rétracter). Les attaques de février furent suivies par trois nouveaux raids aériens de l’USAAF, dont deux début mars sur la gare de triage de Dresde et une attaque de moindre ampleur à la mi-avril contre des zones industrielles.
Après la guerre, de vives discussions eurent lieu sur la justification morale du bombardement. S’il est communément admis aujourd’hui que la lutte de l’Allemagne nazie dans les derniers mois de la guerre était sans issue, les services de renseignement des Alliés brossaient alors un tableau assez différent de la situation, marqué notamment par l’incertitude sur la capacité de l’armée rouge à soutenir son avancée en Allemagne, tandis que l’on tendait à trop ajouter foi aux rumeurs sur la Forteresse des Alpes, « réduit national » nazi établi dans le sud de l’Allemagne.
Les Alliés voyaient l’opération de Dresde comme le bombardement légitime d’une cible stratégique, que les rapports de l’USAAF, déclassifiés des décennies plus tard, caractérisaient comme un important centre ferroviaire et de communication, hébergeant 110 usines et 50 000 travailleurs qualifiés, reconvertis à soutenir l’effort de guerre allemand. Plusieurs chercheurs ont cependant souligné que les infrastructures de communication ne furent pas toutes ciblées, ni les vastes zones industrielles situées hors du centre-ville. Les critiques de l’opération arguent que Dresde était un haut-lieu culturel sans grande signification stratégique, et que les attaques étaient des bombardements de zone (« area bombing ») indiscriminés, non proportionnés aux gains militaires escomptés. La propagande nazie, gonflant le nombre de victimes, hissa l’opération au rang de meurtre de masse, et certains éléments de l’extrême droite allemande lui appliquent le qualificatif d’« holocauste par bombes de Dresde ».

## Contexte

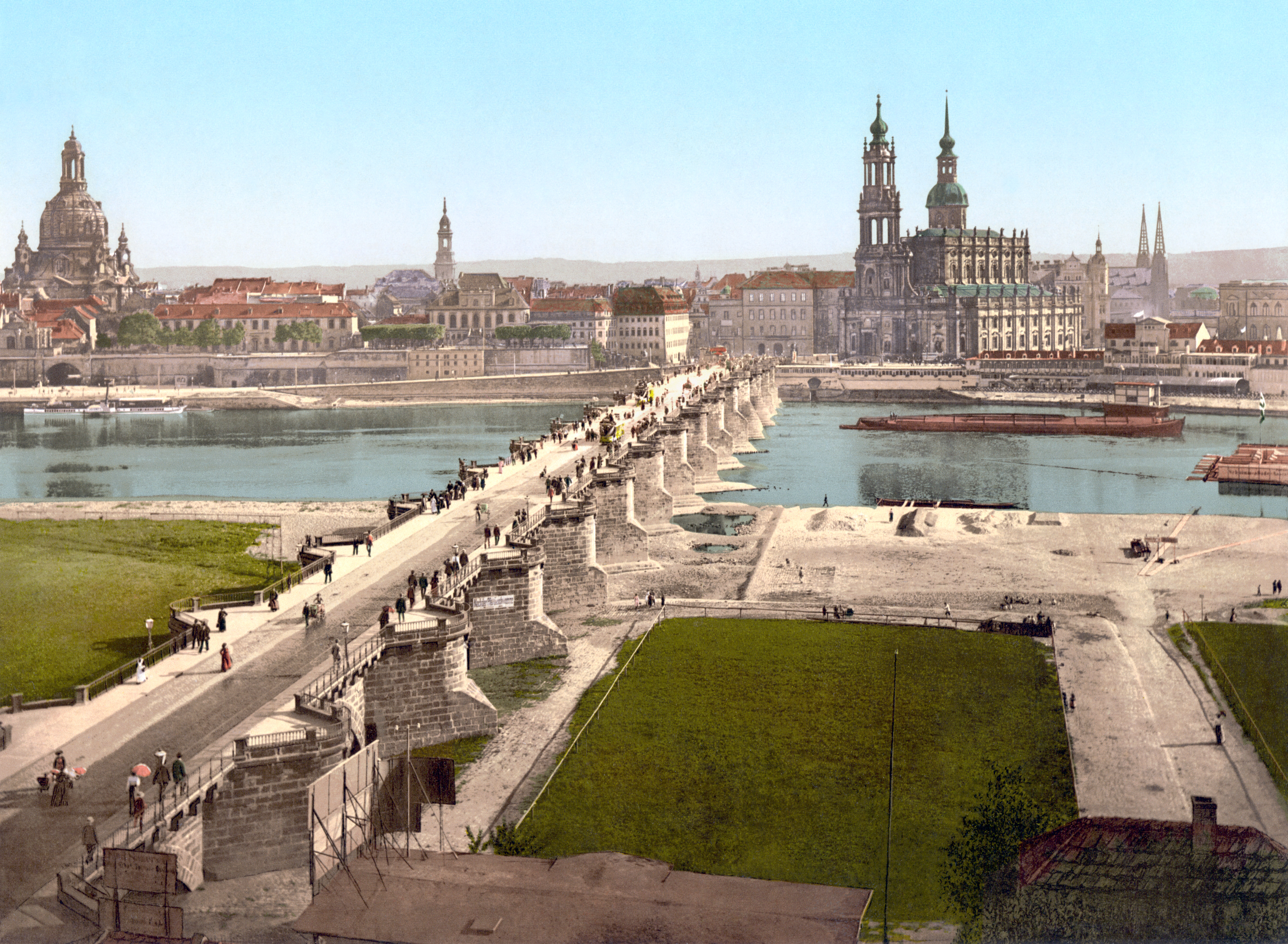
Photographie coloriée montrant Dresde dans les années 1890. On aperçoit : à l’avant-plan, le Pont Auguste (Augustusbrücke) enjambant le fleuve Elbe, et à l’arrière-plan, de gauche à droite, l’église Notre-Dame (Frauenkirche, avec son dôme), l’église Sainte-Croix (Kreuzkirche), la cathédrale de la Sainte-Trinité (Katholische Hofkirche, avec sa nef à toiture verte), et l’église Sainte-Sophie (Sophienkirche, avec ses flèches ajourées, démolie après la guerre). On entrevoit à droite le palais royal de résidence (Residenzschloss) émergeant derrière la cathédrale. Longeant l’Elbe, à mi-chemin entre la cathérale et la Frauenkirche, le palais de Brühl, démoli en 1901 pour faire place au palais de justice (Oberlandesgericht).

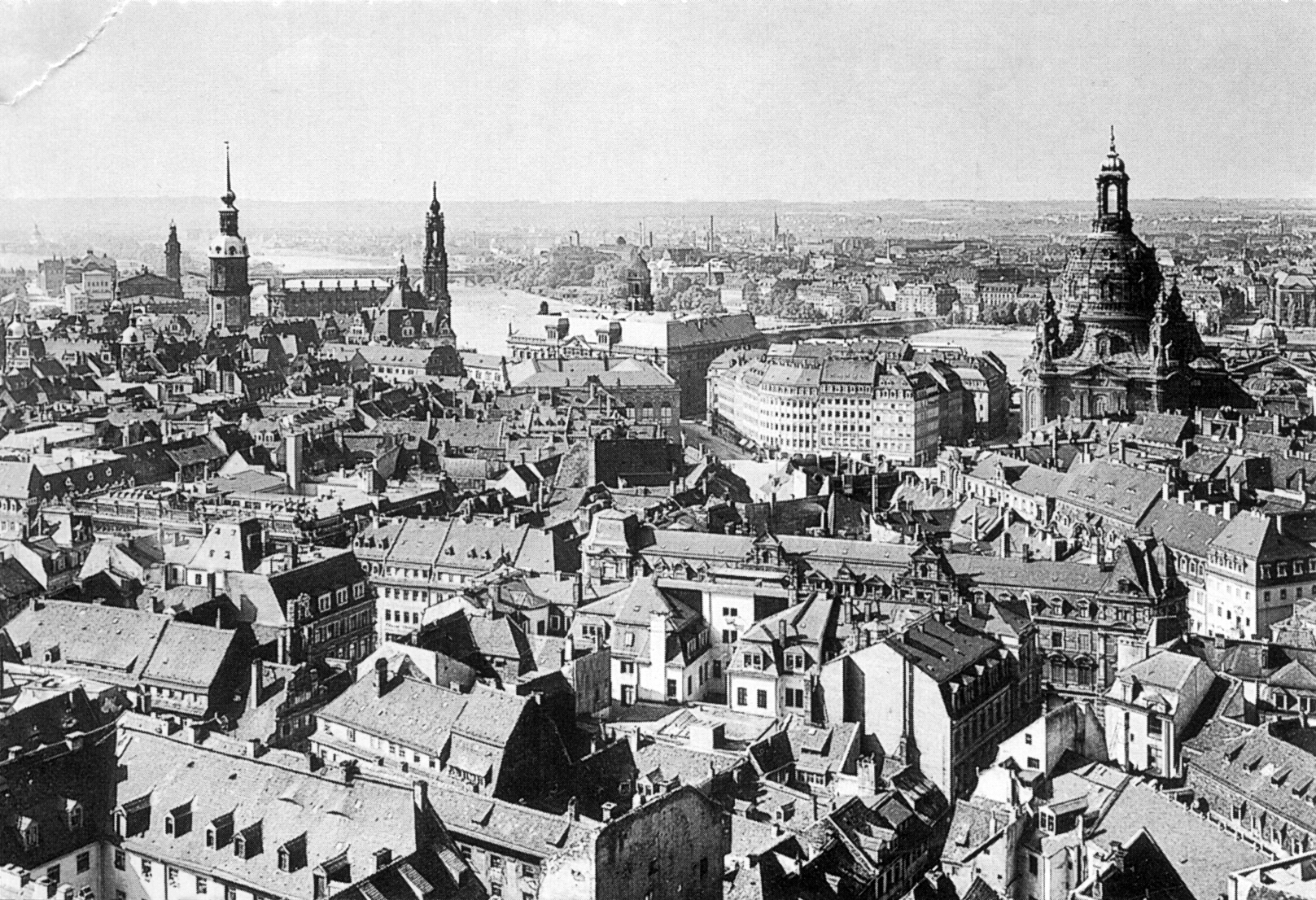
La Vieille-Ville (Altstadt) en 1910, vue à partir du beffroi de l’hôtel de ville (Neues Rathaus). De gauche à droite : le Semperoper, le palais royal (Residenzschloss), la cathédrale de la Sainte-Trinité, le palais de justice (Oberlandesgericht, venu remplacer le palais de Brühl en 1906) et l’église Notre-Dame (avec sa coupole).

L’offensive allemande, connue sous le nom de bataille des Ardennes, s’était essoufflée au début de l’année 1945, de même que l’opération Bodenplatte de la Luftwaffe. L’Armée rouge avait lancé ses offensives de Silésie et poussé ses troupes jusqu’en territoire allemand. La Wehrmacht était forcée à la retraite sur tous les fronts, mais continuait néanmoins de résister. Le 8 février 1945, l’Armée rouge franchit le fleuve Oder et alla occuper des positions situées à 70 km à peine de Berlin. Le rapport d’un Sous-Comité conjoint de renseignement britannique, intitulé German Strategy and Capacity to Resist (« Stratégie et capacité de résistance allemandes ») et rédigé à l’intention du seul Winston Churchill, prédisait que l’Allemagne pourrait s’effondrer dès la mi-avril si les Soviétiques parvenaient à bousculer ses défenses orientales, mais dans le même temps le rapport avertissait que les Allemands pourraient tenir jusqu’en novembre s’ils réussissaient à empêcher les Soviétiques de s’emparer de la Silésie. Les services de renseignement alliés mettaient sérieusement en doute si la guerre (à l’encontre de ce qui sera communément admis dans l’après-guerre) s’acheminait rapidement vers une issue favorable aux Alliés, et redoutaient la possibilité de la mise en place d’un « réduit » nazi ou d’un enlisement de l’avancée soviétique, d’où l’idée que toute assistance aux Soviétiques sur le front de l'Est était susceptible d’abréger la guerre.
Vers le milieu de l’année 1944, une attaque aérienne de grande ampleur, portant le nom de code d’opération Thunderclap, dirigée contre Berlin et d’autres villes allemandes de l’est, fut envisagée et étudée, mais sera abandonnée le 16 août. Toutefois, après réexamen du projet, il fut décidé de mener une opération de moindre ampleur. L’armée soviétique continuait son avance dans le Reich en dépit de lourdes pertes, qu’elle s’efforçait de réduire au maximum dans la phase finale de la guerre. Le 5 janvier 1945, deux bombardiers North American B-25 Mitchell larguèrent sur Dresde 300 000 feuilles volantes reproduisant l’« Appel de 50 généraux allemands à l’armée et au peuple allemands ».
Le 22 janvier 1945, le directeur des opérations de bombardement de la RAF, l’Air Commodore Sydney Bufton, envoya à l’Air Marshal Norman Bottomley une note suggérant que si Thunderclap était programmé de telle sorte qu’il fasse figure d’attaque aérienne coordonnée destinée à soutenir l’offensive soviétique alors en cours, l’impact du bombardement sur le moral allemand s’en trouverait accru. Le 25 janvier, le Comité conjoint du renseignement (Joint Intelligence Committee) se rangea à cette idée, après que des renseignements obtenus par Ultra eurent signalé que des douzaines de divisions allemandes auparavant déployées à l’ouest étaient transférées pour prêter main-forte au front de l’Est, et que couper la route à ces troupes devait être une « priorité élevée ». Quand l’Air Chief Marshal Arthur Harris, alors à la tête du Bomber Command, qui était surnommé « Bomber Harris » et passait pour un ardent défenseur du tapis de bombes, fut sollicité de donner son point de vue, il proposa une attaque simultanée sur Chemnitz, Leipzig et Dresden. Dans la même soirée du 25, Churchill demanda au Secrétaire d'État à l'Air (Secretary of State for Air), Archibald Sinclair, quels plans avaient été élaborés pour mettre en œuvre ces propositions, le Marshal of the Royal Air Force Charles Portal, chef d’état-major de l’armée de l’Air (Chief of the Air Staff), répondit : « Nous devrions employer les moyens disponibles dans une grande attaque contre Berlin et dans des attaques contre Dresde, Leipzig et Chemnitz, ou contre toute autre ville où un fort Blitz provoquera non seulement de la confusion dans l’évacuation à partir de l’Est, mais entravera aussi les mouvements de troupe venant de l’Ouest ». Il fit remarquer que les appareils engagés dans de tels raids ne devraient pas être détournés de leurs actuelles missions premières centrées sur la destruction des installations de production de carburant, des usines de construction d’avions, et des abris de sous-marins,.
Le 26 janvier, Churchill, peu satisfait de cette réponse, pressa Sinclair à mettre au point un plan d’opérations : « J’ai demandé [dans la soirée d’hier] si Berlin, et sans aucun doute d’autres grandes villes dans l’est de l’Allemagne, ne devaient pas être considérés désormais comme des cibles particulièrement attrayantes [...] Prière de me faire rapport demain sur ce qui devra être fait ».
En réponse à la demande de Churchill, Sinclair prit langue avec Bottomley, lequel à son tour requit Harris d’organiser des attaques aériennes contre Berlin, Dresde, Leipzig et Chemnitz dès que le permettraient le clair de lune et les conditions météo, « avec l’objectif particulier d’exploiter la confusion qui probablement règne dans les villes susmentionnées par suite de l’efficace avancée russe ». Cette consigne permit à Sinclair d’informer Churchill le 27 janvier de l’assentiment de l’état-major des forces aériennes à ce que — « sauf demandes ayant préséance » et privilégiant d’autres cibles dictées par la directive Pointblank — des frappes soient effectuées contre les voies de communication dans lesdites villes afin de désorganiser l’évacuation des civils à partir de l’est et des mouvements de troupes à partir de l’ouest,.
Le 31 janvier, Bottomley fit parvenir à Portal un message portant qu’une forte attaque contre Dresde et d’autres villes « causera une grande confusion dans l’évacuation de civils de l’est et gênera le mouvement des renforts venus d’autres fronts ». L’historien britannique Frederick Taylor fait mention d’un autre memo encore, envoyé aux Comité des chefs d'état-major (Chiefs of Staff Committee) par l’Air Marshal Douglas Evill le 1er février, dans lequel ce dernier affirme qu’interférer dans les mouvements civils de masse était un facteur clef dans la décision de bombarder le centre-ville. En effet, attaquer les intersections ferroviaires, le réseau téléphonique, l’administration et les équipements municipaux sèmerait le « chaos ». Or, ainsi que la Grande-Bretagne s’en serait apparemment avisée à la suite du Coventry Blitz, la perte de ces infrastructures essentielles aurait supposément des effets plus durables que des attaques contre des industries militaires.
Le 4 février, à la conférence de Yalta, le chef de la délégation de l’état-major soviétique, le général Alexeï Antonov, évoqua l’opportunité d’entraver l’arrivée en renfort de troupes allemandes venant du front de l’Ouest, en paralysant les liaisons de Berlin et de Leipzig par des bombardements. En réponse, Portal, qui était présent à Yalta, chargea Bottomley de lui envoyer une liste d’objectifs pour en discuter avec les Soviétiques. La liste de Bottomley comprenait des installations pétrolières, des ateliers de fabrication de chars et d’avions, ainsi que les villes de Berlin et de Dresde,. Cependant, d’après Richard Overy, la discussion avec Antonov, telle que consignée dans les minutes, ne fait mention que du bombardement de Berlin et de Leipzig. Le bombardement de Dresde était certes un plan occidental, mais les Soviétiques avaient été mis au fait de l’opération.

## Motifs de l'attaque de février 1945

### Prémices: l’opération Thunderclap (août 1944)

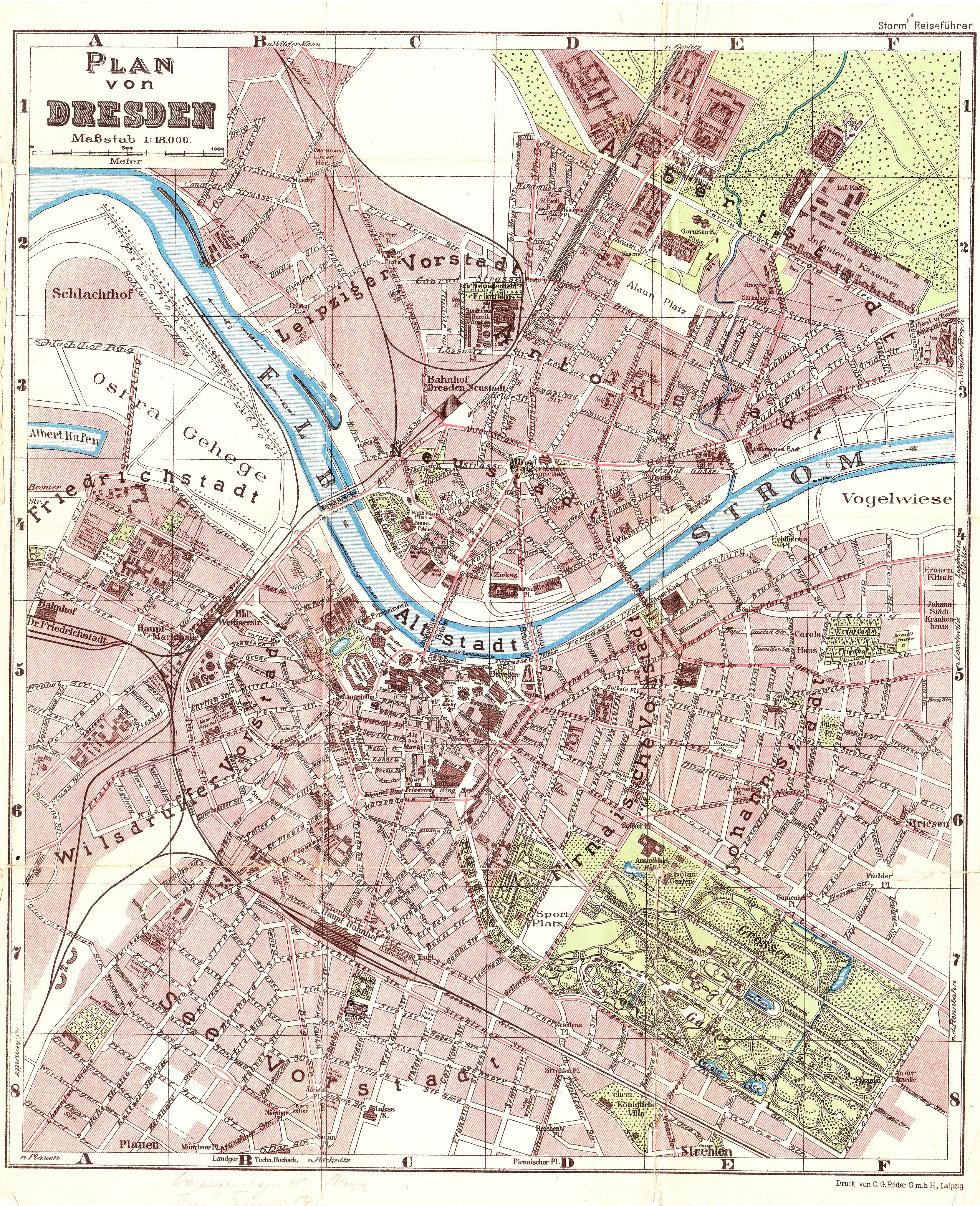
Plan de Dresde de 1924.

Les services de renseignement occidentaux étaient arrivés à la conclusion que la Wehrmacht allait déplacer 42 divisions (soit un demi-million d’hommes) vers le front de l’Est, alors proche de Dresde, et les services soviétiques avaient signalé d’importants mouvements de trains sur la gare de triage de la ville (en fait, des trains de réfugiés fuyant l’avance de l’Armée rouge qui effectuait l’offensive Vistule-Oder). Les états-majors pensaient que la ville servirait de nœud logistique pour ce transfert.
La ville (629 713 habitants en 1939) comprenait en effet plusieurs gares et centralisait des réseaux téléphoniques vitaux pour le front de l'Est ; en raison des circonstances, elle aurait été intégrée tardivement au projet opération Thunderclap en août 1944 qui se proposait originellement de frapper Berlin de manière décisive. Les Alliés, qui avaient escompté des effets déterminants du débarquement de Normandie, furent au contraire surpris par la résistance farouche des Allemands dans la bataille des Ardennes, du 16 décembre 1944 au 25 janvier 1945. Ce plan, qui n’a jamais été appliqué tel quel, rejeté comme irréaliste et « terroriste », conçu par les états-majors américain et britannique, proposait une intensification des bombardements jusqu’à 100 000 morts, pour saper définitivement le moral des troupes allemandes. 
La stratégie allemande avait assigné le statut de Festung (« forteresse ») à toutes les grandes villes sur le front de l’Est. En janvier 1945, à l’insu de la population de la ville, Dresde fut secrètement classée comme « zone défensive » (Verteidigungsbereich). La différence entre ce statut et celui de « forteresse » (Festung) réside en ceci qu’une forteresse était dotée de fortifications permanentes, au lieu de défenses à caractère seulement temporaire dans le cas des zones défensives,.

### Détruire les troupes présentes à Dresde

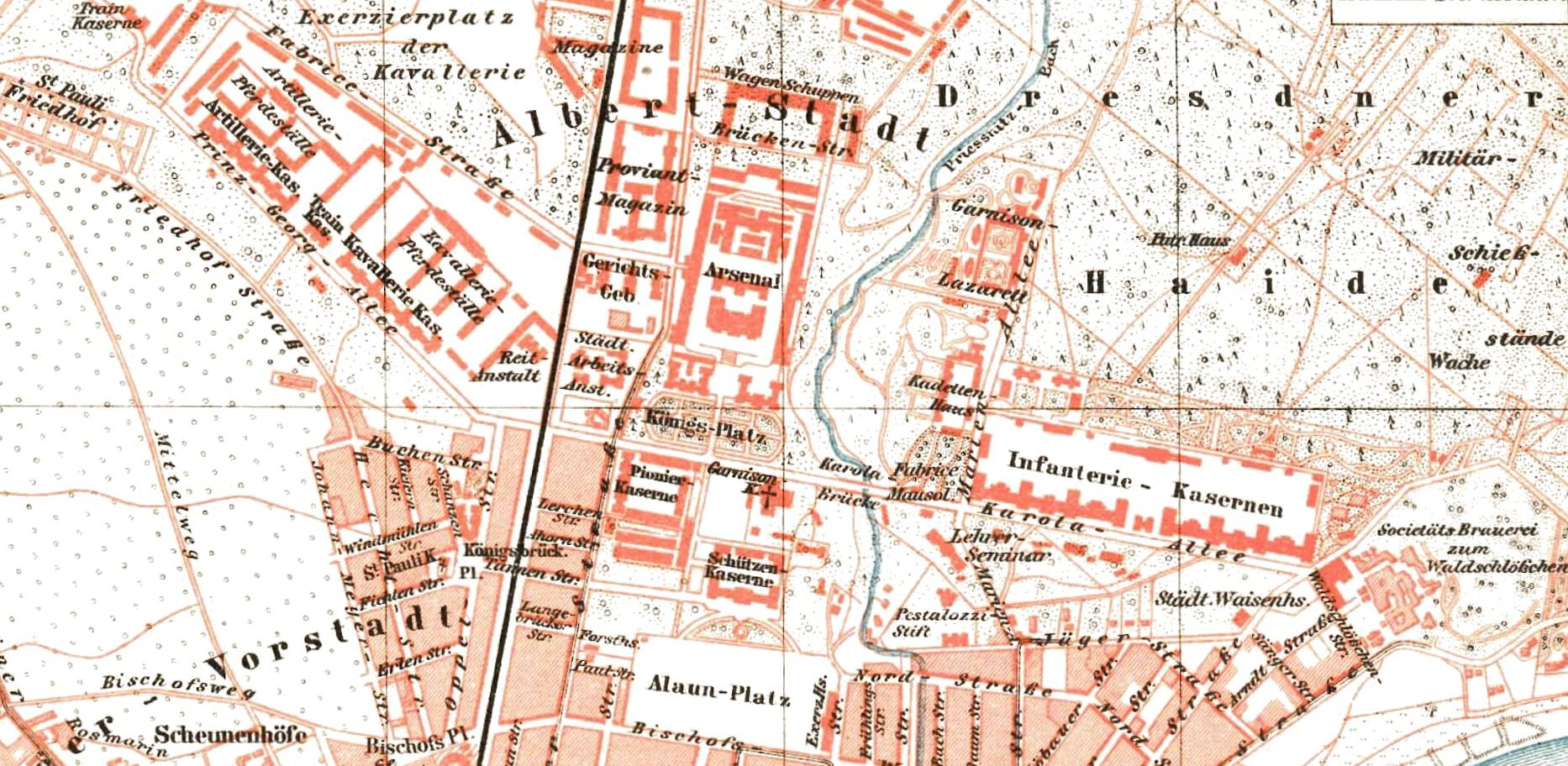
Plan d’Albertstadt en 1895.

En février 1945, Dresde était la dernière ville de garnison encore intacte à l’arrière du front de l’Est. Le quartier Albertstadt, construit comme district militaire à la fin du XIXe siècle sur les confins nord de la ville,, et dont le nom fait référence au roi Albert de Saxe, comprenait de vastes complexes de casernes et des infrastructures d’approvisionnement dotées d’une connexion ferroviaire avec gare particulière, entrepôts, quais de déchargement, ainsi qu’une boulangerie militaire, des forges et des ateliers d’artisanat, dont notamment de bourrellerie et de confection. Elle renfermait en outre des champs de manœuvre, des terrains d’exercice d’artillerie, une église et une école d’officiers. Des casernes avaient également été érigées ou agrandies à Mickten (dans la lointaine banlieue nord-ouest de Dresde) et à Johannstadt,. Ces équipements, qui avaient joué un rôle de premier plan durant la Première Guerre mondiale, avaient dû, selon les stipulations du traité de Versailles, être cédés au secteur privé pour usage civil, ou, en cas d’impossibilité, être démantelés. En réalité, aucune des infrastructures ne fut démolie ou soustraite à sa destination militaire dans les années suivantes.
En fait, à partir de 1921, des unités de la Reichswehr étaient stationnées à Dresde. Après la prise de pouvoir par les Nazis en 1933, la ville fut à nouveau renforcée militairement jusqu’en 1939 et devint le siège du district de défense militaire (Wehrbereichskommando). En 1935 fut aménagé l’aérodrome militaire 38/III Dresden-Klotzsche, situé entre les localités, alors non encore incorporées dans la municipalité de Dresde, de Klotzsche et de Weixdorf, et appelé à devenir après la guerre l’aéroport de Dresde. En 1936, l’école d’aviation de guerre (Luftkriegsschule Klotzsche, en abrégé LKS 1), la première en son genre dans le Reich allemand, commença ses activités, réparties sur une soixantaine de bâtiments. À partir de 1940, l’aérodrome était utilisé exclusivement comme base aérienne,. Le quartier-général de la circonscription aérienne n° 4 (Luftgaukommando IV) s’établit à Dresden-Strehlen, en bordure du centre-ville. Près de Nickern, dans le sud de l’agglomération, un nouveau complexe de casernes fut créé en 1939-1940 à l’usage de la Luftwaffe. Une compagnie du génie de la SS était également stationnée à Dresde. 

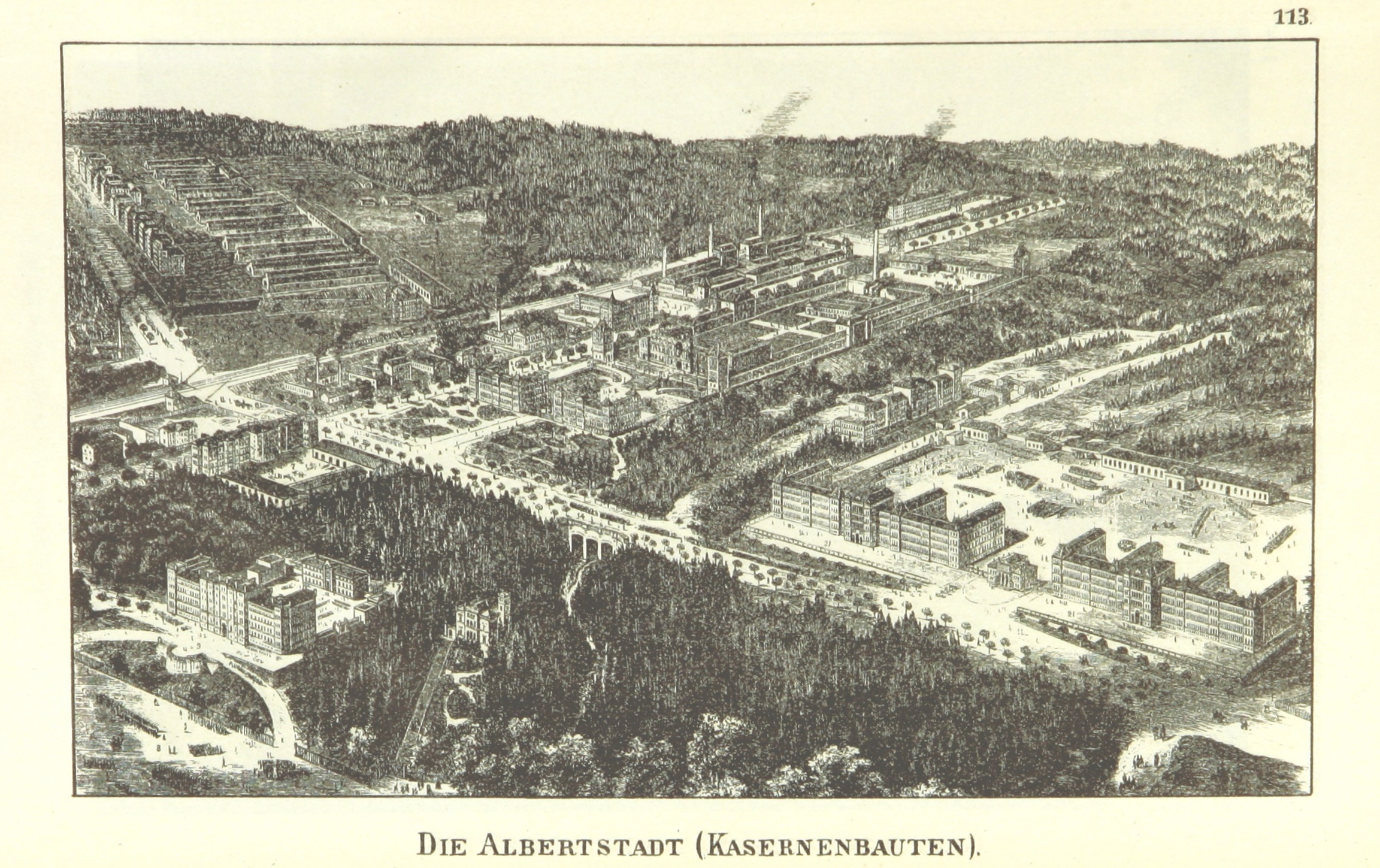
Casernes dans l’Albertstadt, avec au centre le pont Carolabrücke sur la rivière Prießnitz. Gravure d’env. 1890.
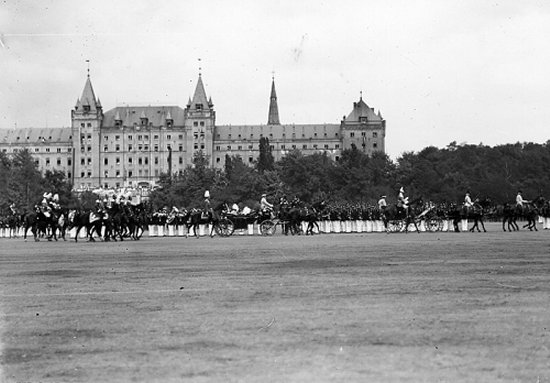
Photographie de 1910 de la Schützenkaserne, la plus grande de toutes les casernes d’Albertstadt.
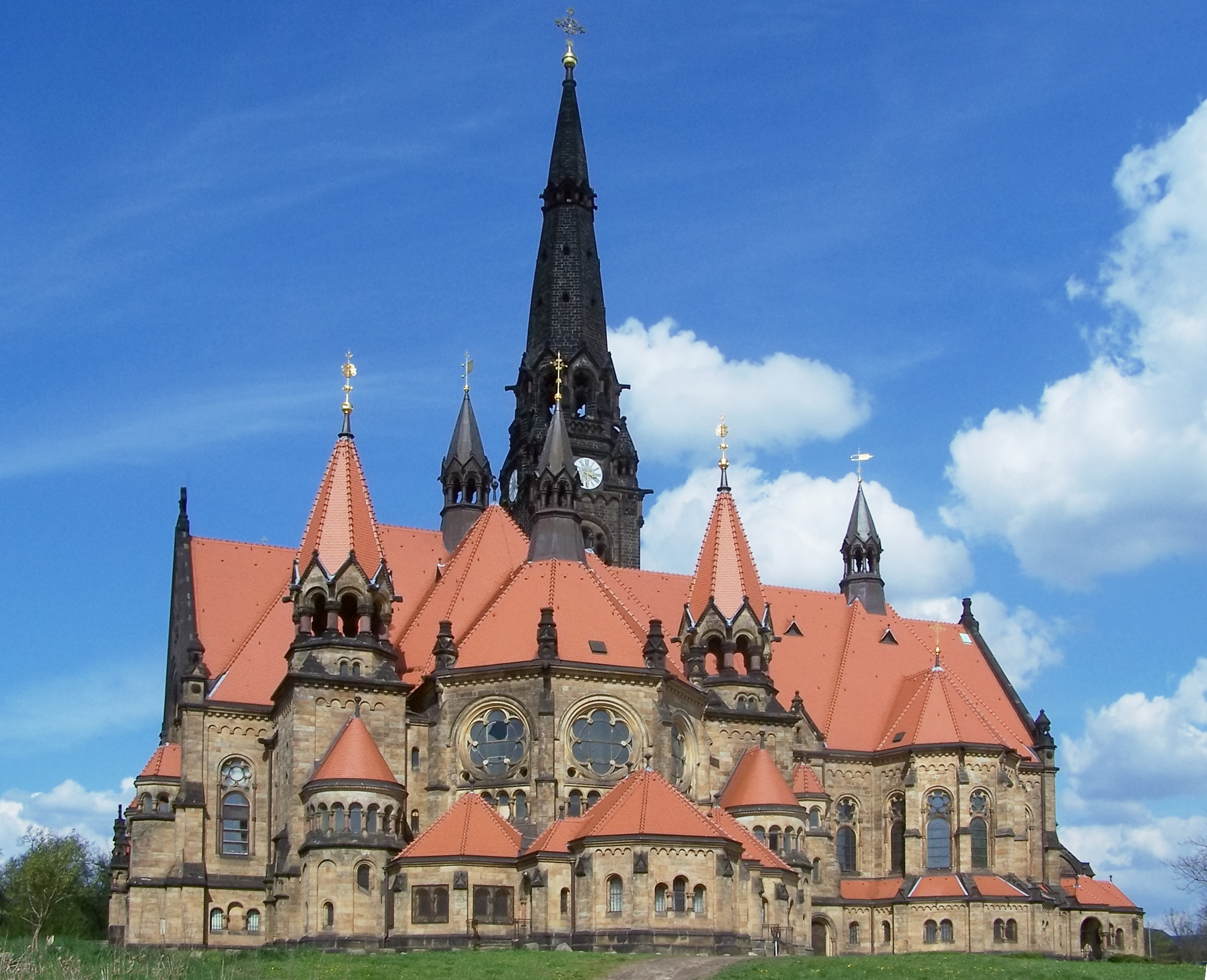
La Garnisonkirche (ou église Saint-Martin) à Albertstadt.
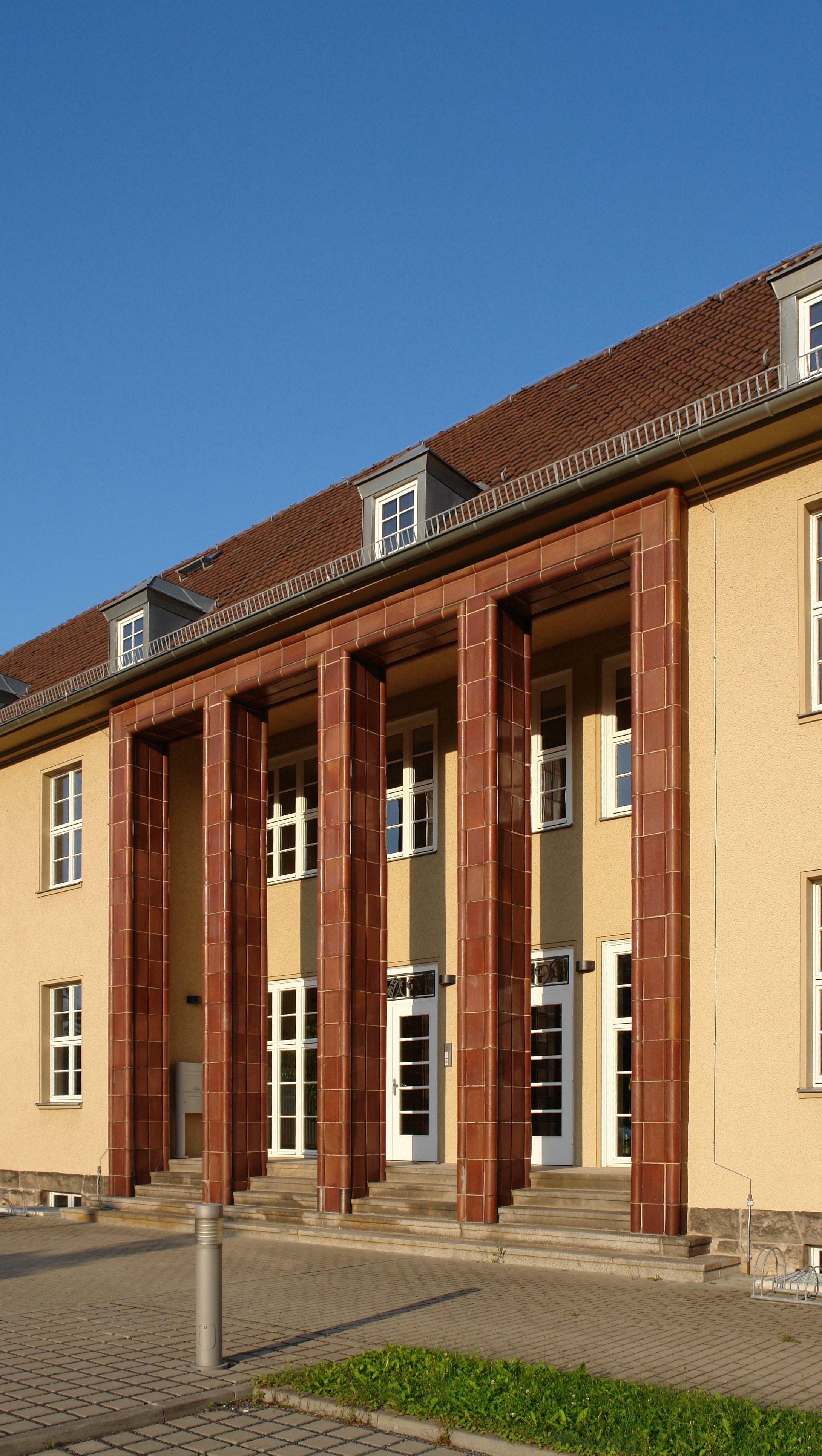
École d’aviation militaire.

Aussi, dès 1933, Dresde hébergeait la garnison la plus nombreuse d’Allemagne, accueillant en effet sur son territoire 5 000 hommes, ce qui correspondait à 5 % de l’ensemble des effectifs allemands de cette époque. En 1939, ce chiffre avait quadruplé, car quelque 20 000 hommes de la circonscription militaire (Wehrkreis IV) se trouvaient alors casernés à Dresde,. L’ensemble de ce dispositif militaire, situé à proximité de la Tchécoslovaquie, allait se révéler un outil de première importance lors de l’annexion des Sudètes en 1938,. 
Dans le courant de la guerre, la plupart des effectifs et des matériels stationnés dans la ville furent transférés au front. Ainsi, en décembre 1944 et en janvier 1945, les canons, tant légers que lourds, de la défense anti-aérienne furent retirés de Dresde pour être déployés dans la Ruhr et en Silésie. En revanche, 252 batteries de DCA au total furent maintenus dans la région de Dresde pour protéger les usines d’hydrogénation de Litvínov (anciennement Maltheuern, en Tchéquie), de sorte que les pilotes des forces alliées rapportaient qu’ils avaient essuyé des tirs de DCA lors de leur approche de Dresde. Les effectifs envoyés au front étaient pour la plupart remplacés par des troupes de substitution en cours de formation. Dans le même temps, la ville de garnison dresdoise s’était transformée en un centre hospitalier et en un centre de ravitaillement, où y compris les célèbres salles de bal, les hôtels et les navires fluviaux avaient été reconvertis en hôpitaux de campagne et en camps militaires.
Dresde servit aussi d’importante plateforme de transit, en particulier en octobre 1944, après que l’avancée alliée depuis la Normandie se fut ralentie, mais qu’en même temps les lignes de front à l’est et au sud-est se furent dangereusement rapprochées, situation nécessitant de copieux mouvements de troupes sur l’axe est-ouest. À cette date, 22 trains militaires, transportant un total de près de 20 000 officiers et hommes de troupe, traversaient Dresde quotidiennement.

### Anéantir les industries d’armement

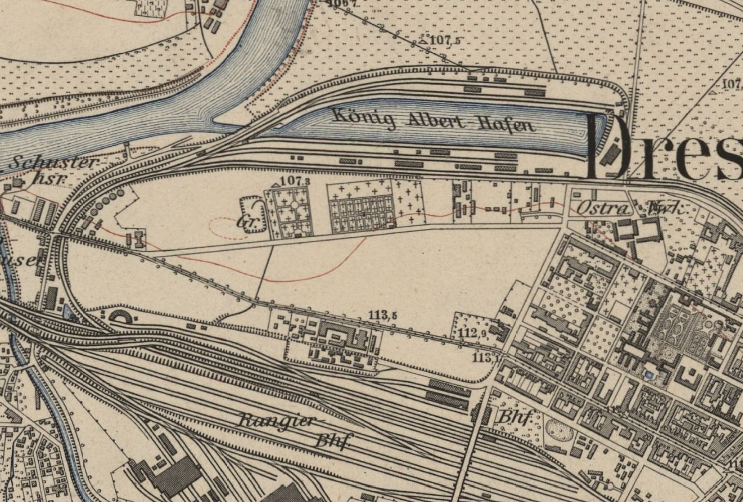
Le quartier de banlieue Friedrichstadt, au nord-ouest de la Vieille Ville, avec au sud la gare de triage (Rangierbahnhof) et au nord le bassin industriel Alberthafen (plan de 1904).

D’après un manuel de la Wehrmacht datant de 1944, Dresde hébergeait 127 usines travaillant pour la Wehrmacht. Avant la guerre, la spécialité de Dresde était l’industrie de précision (Feinarbeit) à usage civil,, mais au cours de la guerre, à l’instar des autres villes allemandes, Dresde allait s’intégrer dans l’économie de guerre, et à un rythme accéléré au lendemain de l’opération Barbarossa. En 1944, la plupart des usines qui produisaient auparavant des biens de consommation s’étaient presque totalement, et avec une certaine facilité grâce à la présence de personnel qualifié, reconverties dans la fabrication de matériel de guerre. Il s’agit non seulement de fabricants de machines-outils et de produits techniques, mais aussi de producteurs d’articles de cuir, de meubles, de textile, de pianos, etc. Étaient dans ce cas notamment : l’entreprise Seidel & Naumann, fabricant bien connu de machines à écrire et à coudre, qui muta très majoritairement à la production d’armements ; l’entreprise de confiserie Richard Gäbel & Cie, qui en 1944 produisait pour la Wehrmacht à hauteur de 96 % ; l’usine Universelle-Werke, manufacture de machines d’emballage avant la guerre, qui était passée à la production d’obus, de mitrailleuses, de pièces détachées pour l’aviation, de torpilles, de systèmes de guidage, etc. et employait 4 000 travailleurs, pour une grande part originaires de pays occupés ; la Deutsche Werkstätte, fondée en 1898, qui s’était jusque-là vouée à l’artisanat d'art, qui avait attiré des artistes de toute l’Europe, et qui s’était attaché une école des arts et métiers ainsi qu’une salle de spectacle, avait vu ses ateliers être contraints de travailler pour la Wehrmacht, produisant entre autres des queues d’avion en bois, tandis que la salle de spectacle servait de caserne à la SS ; Radio-Mende, fabricant d’appareils radio, dont le modèle Volksempfänger promu par le régime nazi, qui s’était reconvertie dans la production de téléphones de campagne, de matériel d’observation, de télécopieurs et de détonateurs par dizaines de milliers, et employait environ 2 500 personnes, pour partie des travailleurs forcés, ; Zeiss Ikon, anciennement producteur d’appareils photo, dont l’activité avait également été redirigée vers la Wehrmacht et qui était le plus grand employeur de Dresde, avec plus de 10 000 personnes sous contrat pendant la guerre, et la seule entreprise de Dresde à être adéquatement sécurisée. Désormais, la plupart des habitants de Dresde travaillaient pour l’industrie d’armement, avec un temps de travail ordinaire de 64 heures  hebdomadaires.
Dans la ville de Meißen, sise sur l’Elbe à 20 km environ en aval de Dresde, les ateliers naguère voués à la production de porcelaine fabriquaient désormais des équipements de communication, dont des télex.

### Détruire les capacités logistiques et provoquer une désorganisation générale

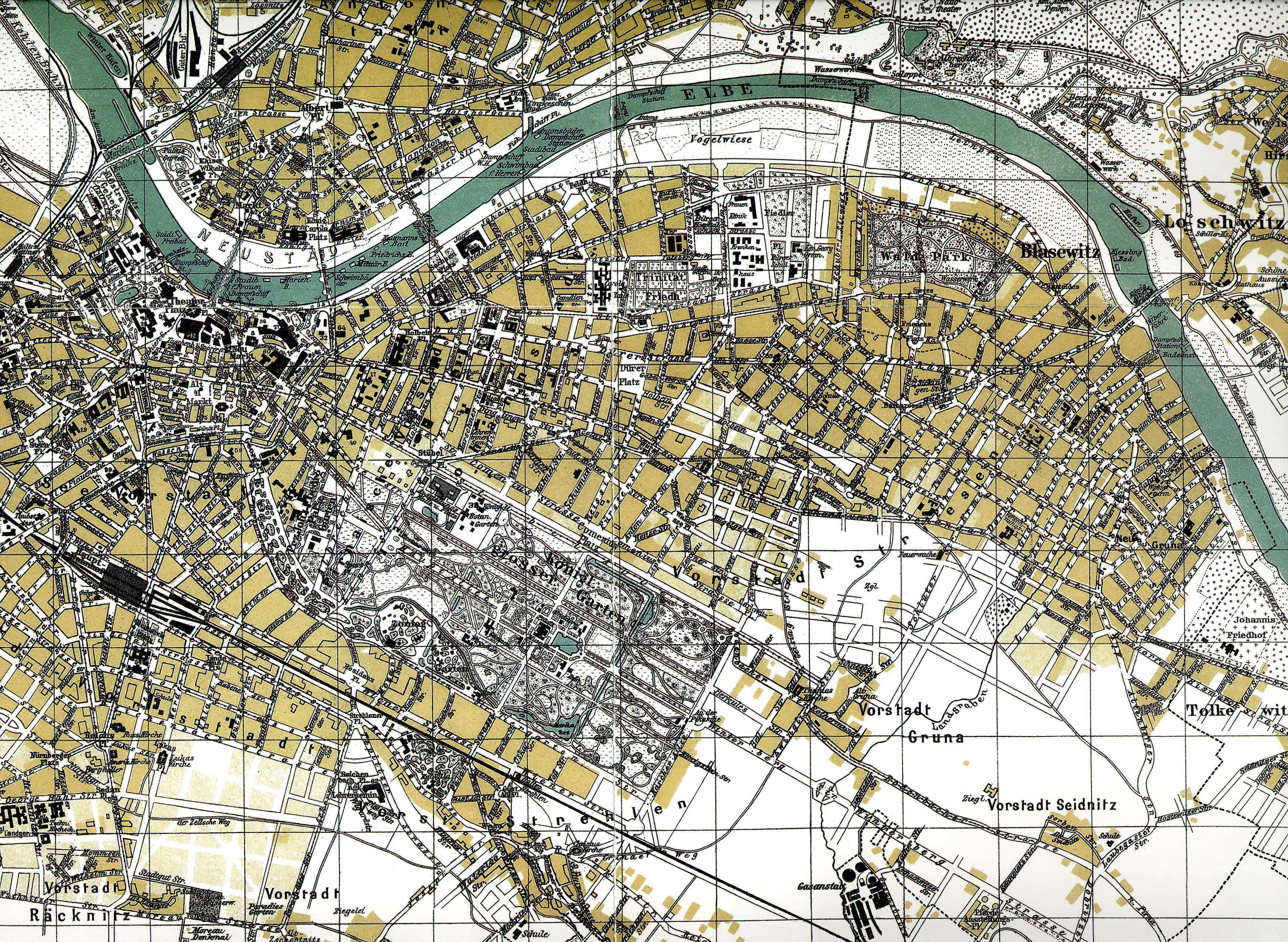
Plan de Johannstadt (faubourg est-sud-est), avec au centre gauche le parc Großer Garten et en haut la gaine de prairies (Elbwiesen) bordant le fleuve. La gare centrale (Hauptbahnhof) apparaît près du bord gauche de l’image.

À l’été 1944, les rapports de la Joint Intelligence Committee britannique (Comité conjoint du Renseignement, en abrégé JIC) plaidaient pour un basculement des habituelles campagnes aériennes stratégiques contre l’industrie et les infrastructures allemandes, vers des opérations propres à susciter le chaos à l’arrière des lignes de front. Il était postulé que perturber au maximum les mouvements de masse de tout type, y compris de civils, était un des éléments à envisager si l’on voulait infliger des dommages à l’ennemi dans les semaines à venir. À cet effet, il y aurait lieu de frapper tel ville en son cœur même, attendu que le centre-ville accueillait non seulement les liaisons ferroviaires, mais aussi les systèmes de communication, les centres administratifs, les équipements, etc. La nouvelle directive de la JIC du 5 février 1945 était ainsi conçue : « Les cibles suivantes ont été choisies en raison de leur importance relativement aux mouvements de personnes évacuées du front de l’Est ou de forces militaires acheminées vers celui-ci », désignant Berlin en premier lieu, Dresde à la deuxième place, et Chemnitz à la troisième.
Vers la fin de 1944, parallèlement à la montée en puissance de l’industrie d’armement, le réseau ferroviaire de Dresde avait revêtu une importance cruciale. Au cours des années précédentes, des tracés spéciaux et des quais de chargement avaient été construits pour approvisionner les usines d’armement et expédier les produits manufacturés,.

### Répondre à la demande d’aide des Soviétiques
En janvier 1945, la JIC suggéra de faire jouer à la RAF le même rôle sur le front de l’Est que lors de la campagne de Normandie à l’été 1944, savoir : utiliser l’artillerie aérienne de longue portée pour brouiller les communications et perturber les mouvements de troupe ennemis, compte tenu que le degré de réussite de l’offensive soviétique en cours était susceptible d’avoir un effet déterminant sur la durée de la guerre, ce pourquoi, énonçait un mémorandum de la JIC, « nous considérons que l’assistance qui pourrait être apportée aux Russes durant les prochaines semaines par les forces de bombardement stratégiques britanniques et américaines justifie une révision urgente de leur emploi à ladite fin ». Il ne s’agissait plus seulement de briser le moral allemand par l’action de la force aérienne, mais aussi d’aider les Soviétiques sur le front de l’Est et, ce faisant, de décourager la résistance allemande.
À Yalta, le général russe Antonov pria les Alliés « d’empêcher par leur action l’ennemi d’effectuer le déplacement de ses troupes vers l’est à partir du front de l’Ouest, de la Norvège et de l’Italie, en particulier de paralyser les liaisons entre Berlin et Leipzig ». Dans un entretien accordé en 1996, l’interprète de Churchill précisa qu’Antonov considérait Dresde comme un important point de communication et qu’il réitéra son souhait que soit bombardé le nœud ferroviaire de Dresde, car il était à craindre que les Allemands n’y organisent un foyer de résistance, un dernier rempart.

### Impressionner les Soviétiques
Il a été postulé que les États-Unis et le Royaume-Uni aient voulu impressionner, ou plutôt intimider, l’URSS : ce bombardement a eu lieu en effet quelques jours après la clôture de la conférence de Yalta et aurait eu un pouvoir dissuasif sur Staline, dans le contexte naissant de la guerre froide. Cette thèse est notamment défendue par Jacques Pauwels et aussi par l’historien est-allemand Olaf Groehler, dans un livre rédigé peu avant la chute du mur et publié en 1990. La principale pièce à conviction est un rapport de synthèse de l’Air Intelligence britannique, qui a circulé en interne avant de passer aux mains de l’historien Max Hastings, et dont la conclusion s’énonce comme suit :

« Les intentions de l’attaque sont de frapper l’ennemi là où il le ressent le plus, derrière un front déjà partiellement effondré, afin d’empêcher l’utilisation de la ville en vue de poursuivre une avancée, et incidemment pour montrer aux Russes, lorsqu’ils arriveront, ce que Bomber Command est capable de faire. »

## Les raids

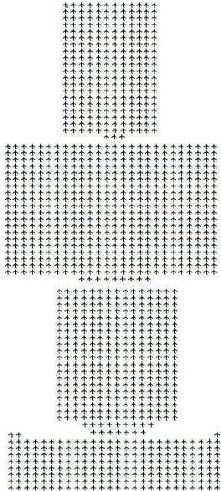
Représentation graphique du nombre de bombardiers Lancaster et B-17 Flying Fortress dans chacune des quatre vagues (total : 1299).

### Attaques antérieures à février 1945

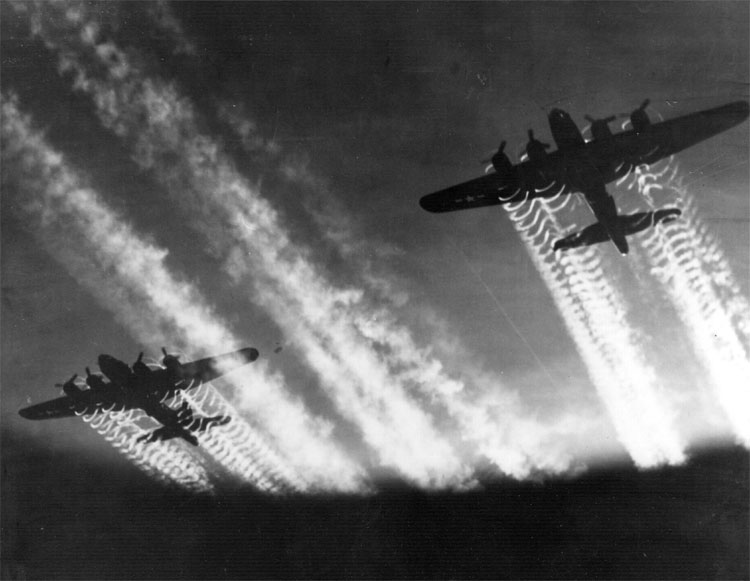
Forteresses volantes B-17 de l’USAAF.

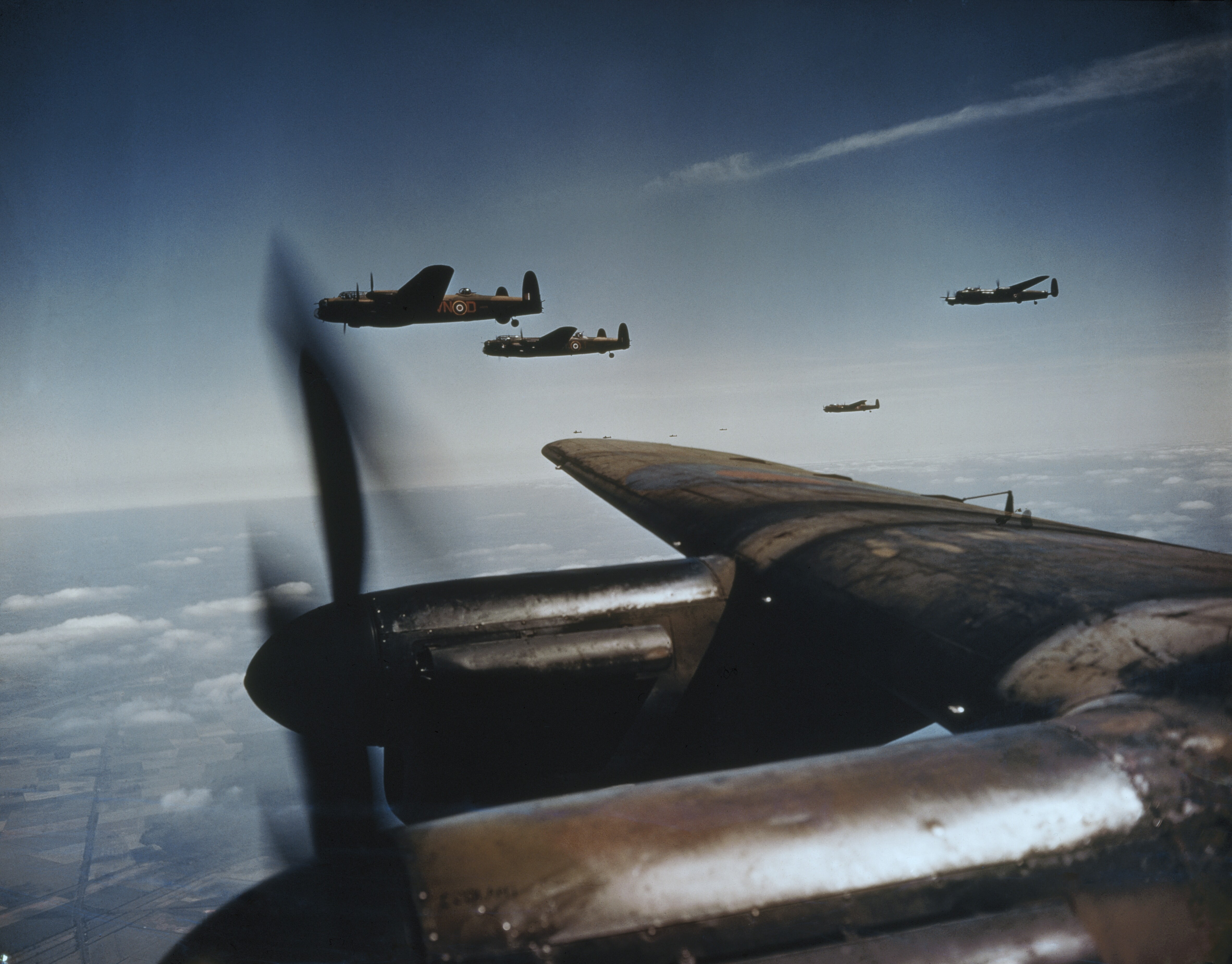
Bombardiers Avro Lancaster de la RAF.

À partir de 1944, alertes et préalertes allaient se succéder à un rythme croissant.

#### Attaque du 24 août 1944
Le 24 août 1944 eut lieu un premier raid aérien sur Dresde, effectué par l’Eighth Air Force de l’armée de l’air américaine (USAAF) au moyen de 65 appareils B-17, connues sous le nom de « Forteresses volantes ». L’attaque, qui entraîna la mort de 241 personnes, visait les zones industrielles de Freital (en particulier les installations pétrolières de la Rhenania-Ossag à Birkigt) et de Gittersee, mais toucha aussi des zones résidentielles (notamment à Coschütz), cibles toutes situées dans la lointaine banlieue sud-ouest de Dresde.

#### Attaque du 7 octobre 1944
Dans le cadre des assauts en cours contre les installations de production de carburant synthétique, la Royal Air Force (RAF) projeta en octobre 1944 une puissante attaque contre les usines pétrolières toujours en fonctionnement dans le centre et l’est de l’Allemagne. Dans ce but, une flotte fut constituée, composée de 1422 appareils quadrimoteur (dont 1311 allaient atteindre leur cible), accompagnés de plus de 700 chasseurs d’escorte. Les cibles seraient définies en cours de vol en fonction des conditions météorologiques. Vu la couverture nuageuse qui s’étendait alors sur la cible primaire Brüx (dans le nord-ouest de l’actuelle Tchéquie), le commandant du 303rd Bombardment Group (ou 303rd Air Expeditionary Group, surnommé « Hell’s Angels », Anges d’enfer) choisit, conformément à la procédure prévue pour l’ensemble de l’escadre, de se diriger sur la cible de substitution Dresde, les 30 B-17 mettant en conséquence le cap sur cette ville en vue d’attaquer des « installations militaires », savoir : la gare de triage de Friedrichstadt et les infrastructures limitrophes. Une DCA « modérée à intensive, et performante » les accueillit. Les 72,5 tonnes de bombes larguées, se composant de quelque 290 bombes explosives de 500 livres chacune, frappèrent principalement le centre-ville autour de la gare Dresde-Friedrichstadt et la zone industrielle au nord de celle-ci, dont l’usine du fabriquant de machines à écrire Seidel & Naumann, qui avait été reconvertie à la production d’armement, ainsi que le bassin industriel Alberthafen. On recensa un total de 270 victimes,.
Ce fut le baptême du feu pour Dresde. Cependant, même si la gestion de crise fut fort satisfaisante, les autorités politiques allemandes et le parti nazi allaient se comporter comme si le raid n’avait jamais eu lieu. L’événement fut totalement passé sous silence dans les deux seuls journaux qui subsistaient à Dresde, et ce n’est qu’au mois de novembre suivant que les faire-part de décès des victimes de l’attaque furent autorisés à être publiés. Au reste, les habitants, dans l’illusion de leur sécurité, interprétaient l’attaque comme une anomalie,.

#### Attaque du 16 janvier 1945
Le 16 janvier 1945, tandis que la contre-offensive allemande dans les Ardennes battait son plein, et après une période où il ne s’était pas passé un jour sans alerte aérienne,,, la Eight Air Force bombarda à nouveau, en plein jour, au titre de cible secondaire, la gare de Friedrichstadt (les cibles primaires étant une installation pétrolière et un aérodrome proches de Leipzig), en engageant 127 B-24 Liberator quadrimoteur, qui larguèrent 279,8 tonnes de bombes explosives et 41,6 tonnes de bombes incendiaires,. L’attaque, quoique nettement plus sévère que la précédente, était moins concentrée, voire assez confuse, ce qui allait se refléter dans la distribution des dommages. Furent touchés en particulier la gare de triage de Friedrichstadt, proche du point de visée (aiming point), et un quartier de Neustadt proche de sa gare, avec quelques bombes égarées tombées sur la gare de marchandises d’Altstadt et non loin de la gare centrale (Hauptbahnhof). Furent également touchées les localités de Cotta, Löbtau et Leutewitz. Les attaques firent officiellement 334 (ou 376, selon les sources) morts,. Sur l’aérodrome militaire de Klotzsche, situé à 9 km à vol d’oiseau au nord de la ville, il ne restait plus que 30 chasseurs aptes à intervenir, lesquels toutefois n’avaient plus guère de réserves de carburant à leur disposition.
Une autre différence avec le raid d’octobre de l’année précédente est la faible riposte de la DCA, dont les batteries avaient été démontées quelques jours auparavant et attendaient dans la gare de Friedrichstadt d’être transférées vers le front de l’Est.
Cette fois, il n’y eut de la part des autorités nazies aucune tentative d’escamoter le raid et les faire-part de décès pouvaient mentionner la cause de la mort comme étant la conséquence d’une « attaque aérienne » ou d’un « bombardement terroriste ».
Depuis que l’Air Marshal Arthur Harris avait été nommé en 1942 commandant en chef du « Bomber Command » britannique, les raids nocturnes de la RAF alternaient avec les raids diurnes de l’USAAF. C’est sous le nom de code « Chevin » que Harris allait émettre l’ordre d’attaque pour les lourds bombardements ultérieurs de Dresde.

### Raids des 13, 14 et 15 février
En une nuit et deux jours, près de 1 300 bombardiers ont largué 2 431 tonnes (tons) de bombes « HE » (high explosive, à grand pouvoir explosif, comportant un régime de détonation supersonique), et 1 475 tonnes de bombes « IB » (incendiary bombs, soit des centaines de milliers de bombes incendiaires), lors de trois raids principaux (13 février 1945 et 14 février 1945) et d’un dernier raid le 15 février 1945, soit plus de 3 900 tonnes d’engins explosifs et incendaires. Les deux premiers raids de la RAF mirent en action 243 puis 529 Lancaster (bombardiers de nuit en raison de leur conception moins défensive – cible : ville « city area ») ; le troisième, le lendemain 14, par l’USAAF, était de 316 B-17 (bombardiers conçus pour opérer de jour avec des défenses efficaces à bord, et avec précision – cible : gares de triage « marshalling yards ») accompagné de 100 à 200 chasseurs,.

#### Attaque nocturne du 13 février 1945 (première vague)

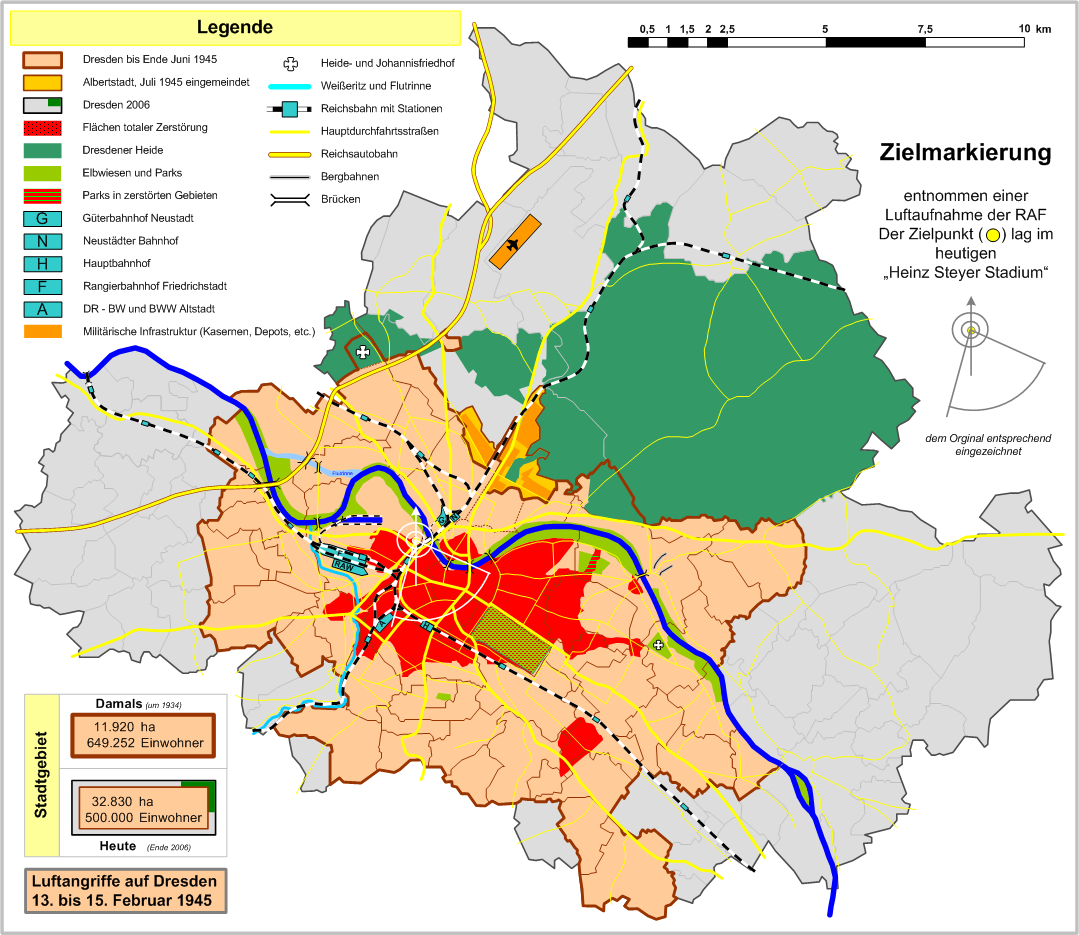
Plan schématique de l’agglomération de Dresde. Y sont représentés : les zones ayant été intégralement détruites, figurées en rouge ; l’axe de visée (aiming point, figuré par des cercles concentriques, au nord-ouest de la zone rouge) de la première vague ; les voies de chemin de fer, avec la gare de triage (Rangierbahnhof) de Friedrichstadt, portant la lettre F ; l’Elbe, avec dans la banlieue nord-ouest le port fluvial Alberthafen ; et l’aérodrome militaire de Klotzsche. À partir du point de visée s’étend le quadrant de cercle correspondant à la zone de bombardement par « tapis de bombes ».

Le 13 février 1945, jour de mardi gras, vers 17 h 30, six escadrons britanniques de bombardement décollaient de leur base dans l’est de l’Angleterre pour se rendre en territoire allemand sur deux trajectoires distinctes. Une fois parvenus au-delà de la ligne de front de l’Ouest, les chasseurs d’escorte empruntèrent d’autres trajectoires encore (plus au sud, par Chemnitz) dans le but de leurrer la DCA allemande.
Le même jour à 21 h 45 fut déclenchée à Dresde la 175e alerte aérienne,,. Les habitants de la ville se précipitèrent dans les caves de leur maison individuelle ou de leur pâté de maisons, ou dans les abris antiaériens, disponibles seulement en petit nombre.
Le mode opératoire pour cette attaque, déjà mis en œuvre avec succès à Brunswick en octobre 1944 et denommé sector bombing (où le mot secteur est à prendre au sens de secteur circulaire), avait été conçu pour garantir une densité de bombardement élevée et uniforme sur la totalité d’une zone prédélimitée en forme de quartier de cercle. La méthode consistait à désigner d’abord, et à marquer par des feux de signal, un axe de ciblage (aiming point, point de mire), à partir duquel les bombardiers successifs, survolant ce point avec à chaque fois une différence d’angle d’approche de deux degrés par rapport au précédent, auraient à larguer leurs bombes. En l’occurrence, l’axe de ciblage choisi était le stade du Dresden Sport Club (DSC), situé près du principal pont ferroviaire sur l’Elbe, au nord-ouest de l’Altstadt.
La première vague du raid débuta par temps clair et dégagé. À 22 h 3, le centre-ville (Innenstadt) fut illuminé à l’aide de feux de signal à base de magnésium, lâchés en cascade (d’où l’appellation populaire d’« arbres de noël ») par des bombardiers Lancaster de l’unité de reconnaissance No. 83 Squadron. Deux minutes plus tard, neuf Mosquitos larguaient des gerbes de marqueurs lumineux rouges sur le stade du DSC, clairement visible au nord-ouest du noyau urbain central. Le largage de ces feux de signal rouges, qui atterrirent à une centaine de mètres à l’est du point de visée, prit entre deux et trois minutes, transformant le stade en un foisonnement de points lumineux rouges scintillants,.
Entre 22 h 13 et 22 h 28, un escadron de 244 bombardiers Lancaster britanniques du No. 5 Bomber Group lâcha 529 Blockbusters et 1800 bombes explosives et incendiaires, pour un poids total de quelque 900 tonnes. Les bombardiers volaient en direction sud-est autour de l’axe de visée précédemment marqué à la lumière rouge, chacun prenant une direction chaque fois un peu plus vers le nord-est de façon à couvrir une zone de la forme d’un quart de cercle. Le rayon de celui-ci mesurait environ 2 km et courait, à l’ouest, le long de la voie de chemin de fer, et au nord, le long du fleuve, en l’enjambant brièvement à la hauteur des bâtiments ministériels de la Neustadt. Le quadrant-cible (secteur) englobait les deux ponts routiers Augustusbrücke et Carolabrücke, mais non le pont ferroviaire Marienbrücke, et s’étendait ainsi sur la Vieille Ville (Altstadt) en son entier, jusqu’aux abords de la gare centrale, mais sans inclure celle-ci.
Les conditions météo étant très favorables, meilleures que prévu, et vu l’absence de tout signe d’activité de la DCA ou de la chasse allemandes, les pilotes eurent tout le loisir de se concentrer sur leur tâche, particulièrement exigeante, et purent aussi bombarder d’une altitude plus basse. Chaque escadron de 16 appareils s’était vu assigner un arc de cercle de 32 degrés à couvrir. Les Lancaster survolèrent la ville du nord-ouest au sud-est et devaient balayer le centre-ville selon un angle précis, à chaque fois différent, et à des altitudes distinctes. Cette séquence d’attaque stricte et précise devait garantir non seulement un pilonnage intensif de la zone donnée, mais aussi prévenir le danger de collision. Un autre avantage de la forte densité de bombardement était que les habitants, forcés ainsi de rester dans les abris et les caves, étaient donc empêchés d’aller éteindre les multiples départs de feu dans leurs domiciles, ce qui aurait entravé le fusionnement des milliers de foyers d’incendie provoqués par les bâtons incendiaires.
Au cours des 15 minutes que dura le raid, les trois-quarts de la vieille ville de Dresde devinrent la proie des flammes. Des frappes ciblées sur tel édifice particulier n’étaient pas envisagées lors de ces attaques nocturnes de la RAF, ni n’étaient possibles. L’unique solution était un tapis de bombes, destiné à produire une ample destruction du centre-ville. Les flammes de la vieille ville en feu à la suite de la première vague étaient visibles dans le ciel sur un vaste périmètre. Certains incendies faisaient encore rage au bout de quatre jours.
Outre l’Altstadt, d’autres zones furent touchées çà et là, par des bombes égarées, notamment dans la proche banlieue de Johannstadt, à l’est-sud-est du centre-ville.

#### Attaque nocturne du 13 au 14 février 1945 (deuxième vague)

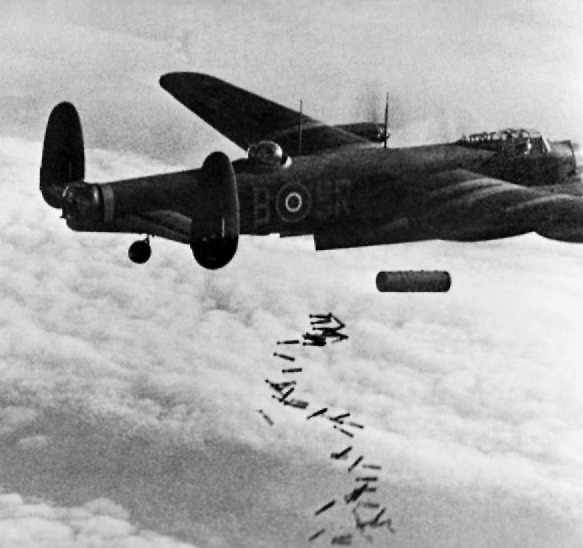
Bombardier Lancaster britannique larguant des Blockbusters et des bâtons (sticks) incendiaires.

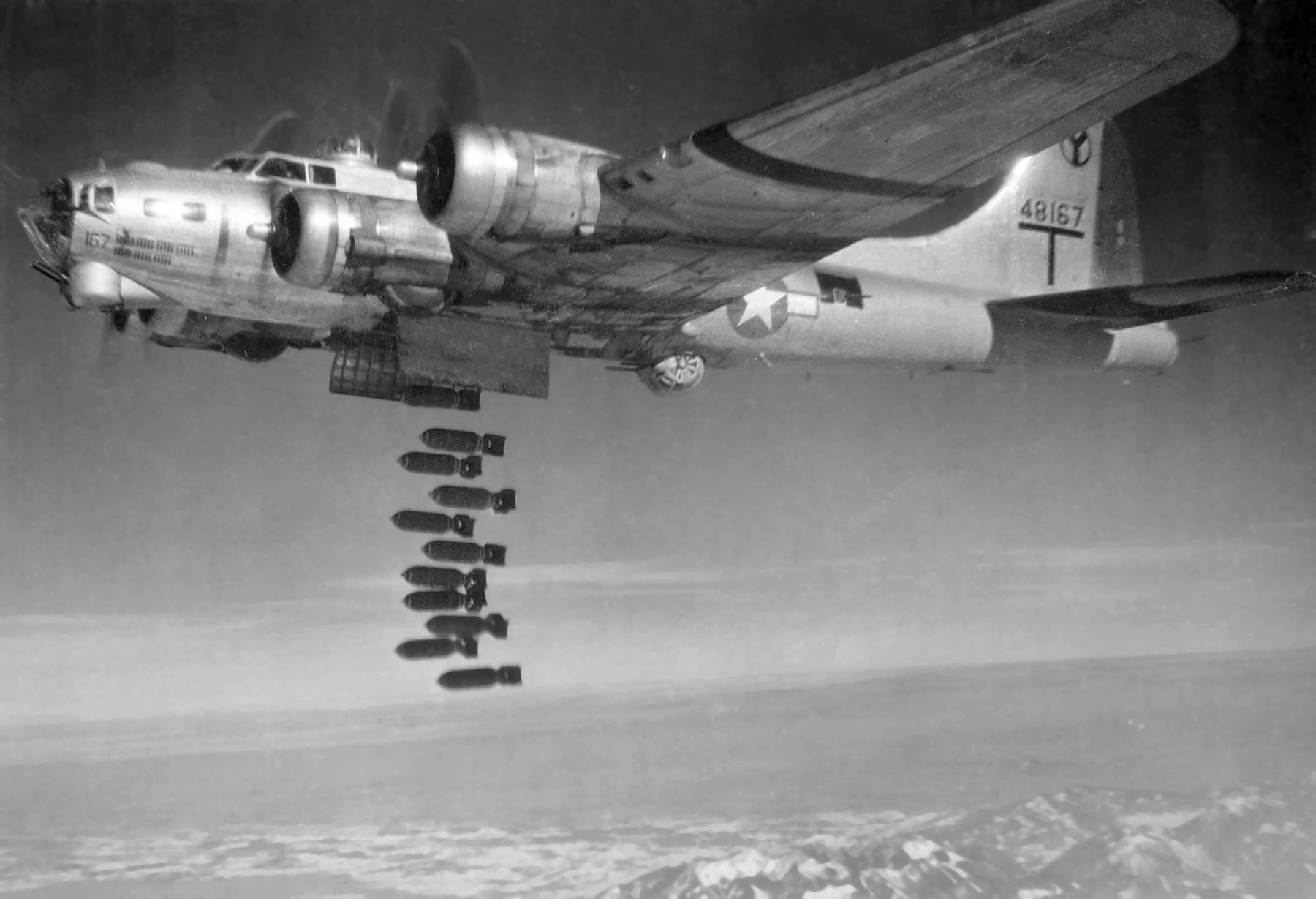
Boeing B-17 (Forteresse volante) américaine en mission de bombardement.

Dans la nuit du 13 au 14 février, à 1 h 23, survint la deuxième vague, où étaient engagés 529 bombardiers Lancaster des groupes No. 1, No. 3 et No. 8 de la Royal Air Force, ainsi que du groupe No. 6 de la force aérienne canadienne. Jusqu’à 1 h 54 furent déversés au total 458 Blockbusters, 977 bombes explosives de haute puissance, et 443 000 bâtonnets incendiaires, équivalant à 965 tonnes de bombes explosives et à 891 tonnes de bombes incendiaires,.
À l’approche des appareils de la deuxième vague, les lueurs de l’incendie de Dresde étaient perceptibles à plus de 80 km de distance. Le feu qui faisait rage avait rendu superflu tout marquage de la cible. Si le ciel était vers minuit parfaitement dégagé de tout nuage, la difficulté résidait à présent dans les fumées qui s’accumulaient au-dessus de l’Altstadt. Le point de mire choisi pour la deuxième vague était la place Altmarkt, dans le proche faubourg entre le palais royal (Schloss) et l’Altstadt. Cependant, ce lieu n'était plus qu’une mer de feu, qu’il était inutile de frapper une nouvelle fois. Il fut donc décidé de déplacer la zone de bombardement, faisant tomber les premières bombes du nouveau schéma d’attaque au sud et au sud-ouest de la vieille ville, du côté de Löbtau et de Friedrichstadt. Les mouvements suivants, progressivement décalés par rapport au précédent, frappèrent d’abord le faubourg sud (Südvorstadt), y compris la gare centrale (Hauptbahnhof), laquelle avait été durement mais non catastrophiquement touchée lors de la première vague, puis, plus au sud, Räcknitz et Plauen, et enfin, à l’est, la banlieue Johannstadt, où le déferlement de bombes incendiaires provoqua un vaste incendie. En particulier, un mélange de bombes explosives et incendiaires s’abattit sur le Großer Garten, ample jardin public de la banlieue sud-est, où nombre d’habitants, sur instruction des autorités, s’étaient rassemblés après la première vague et dont toutes les installations (musée, cabanes, zoo, restaurants, etc.) devinrent la proie des flammes. La clinique gynécologique de l’hôpital municipal de Dresden-Johannstadt et le bâtiment des diaconesses à Neustadt furent gravement endommagés. Outre le Großer Garten, les bombes devastèrent également les Elbwiesen (prairies bordant le fleuve Elbe au nord-est de la ville). En tout, les deux vagues de bombardement ont balayé une zone urbaine d’une superficie d’environ 15 km2.
La deuxième vague ayant détruit les équipements des sapeurs-pompiers, la poursuite des actions d’extinction des feux était désormais impossible, en raison de quoi les nombreux incendies individuels finirent par fusionner en une tempête de feu ayant l’allure d’un ouragan, qui emporta des rues entières. Dans la chaleur extrême, le verre et le métal entrèrent en fusion. L’appel d’air ainsi produit faisait tourbillonner objets lourds et personnes ou les projetait dans le feu. Les habitants périrent par brûlure, par le choc de chaleur et l’effet de souffle, ou par suffocation dans les abris antiaériens sous l’action des gaz dégagés par l’incendie. Ceux qui réussirent à se sauver à l’air libre étaient alors exposés à la tempête de feu et aux bombes en cours de détonation. Après la deuxième vague, le reflet de la ville en feu pouvait s’apercevoir à une distance de 320 km. Les détonations s’entendaient à une distance de 70 km.
À l’aérodrome militaire de Klotzsche, aucun des 18 chasseurs Messerschmitt, pourtant prêts à intervenir, ne fut autorisé à décoller. Pour comble, le commandant de la base continuait d’illuminer par intermittence la piste de décollage, à l’usage des appareils de transport en provenance ou à destination de Breslau, alors assiégée par les troupes soviétiques,.

#### Attaque de jour du 14 février 1945
Si le rapport initial de ce raid, rédigé le jour même, le 14 février, mentionnait la « gare de triage de Dresde » comme cible primaire, le rapport du lendemain 15 février indiquait comme cible le « centre de la zone bâtie de Dresde. Cible secondaire : Chemnitz », en d’autres termes : s’il y a possibilité d’un bombardement visuel à Dresde, les bombardiers auraient à attaquer le centre de Dresde, dans le cas contraire, si Dresde est noyé dans les nuages, et que le ciel au-dessus de Chemnitz, à quelques minutes de vol, est clair, alors on aurait à privilégier la gare de triage de cette dernière ville ; si ces villes sont toutes deux sous les nuages, c’est sur le centre de Dresde que le bombardement serait à effectuer. Pour cette attaque, le rapport entre bombes hautement explosives et bombes incendiaires était de 60 à 40 % (alors qu’il avait été de 90 à 10 % lors du bombardement de Berlin).

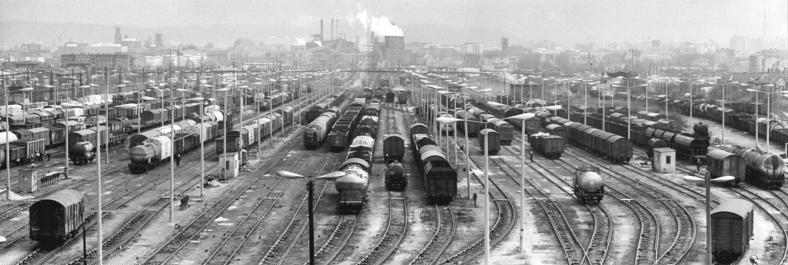
Gare de triage de Friedrichstadt (photo de 1984), nœud logistique de première importance pendant la guerre, situé dans l’ouest de l’agglomération.

À leur arrivée à Dresde, les aviateurs trouvèrent une ville couverte d’une épaisse fumée grise, produite par l’incendie consécutif à l’attaque de la veille, incendie qui, si la tempête de feu s’était estompée entre-temps, gardait encore en activité dans les ruines un millier de foyers individuels.
Les Forteresses volantes commencèrent à bombarder quelques minutes après midi. À 12 h 17, les 37 appareils de la 379e s’approchèrent selon une trajectoire d’est-nord-est, exactement suivant l’ordre reçu, quand des fumées se mirent à dériver vers le sud-est et à entraver la visibilité près du sol. Finalement, la 379e bombarda principalement les endroits dépourvus de fumée, à savoir la gare de triage de Friedrichstadt et les zones industrielles et résidentielles à l’ouest du centre-ville, beaucoup moins affectés par les actions britanniques de la veille que l’Altstadt et les faubourgs est. Lorsque ce fut au tour du 303e groupe (« Hell’s Angels ») d’attaquer deux minutes plus tard, la situation du ciel avait changé, le vent qui s’était levé ayant amené une couverture nuageuse dense (10/10) au-dessus de la ville. Le 303e n’eut d’autre solution que de bombarder sous guidage radar, de même que les groupes suivants.

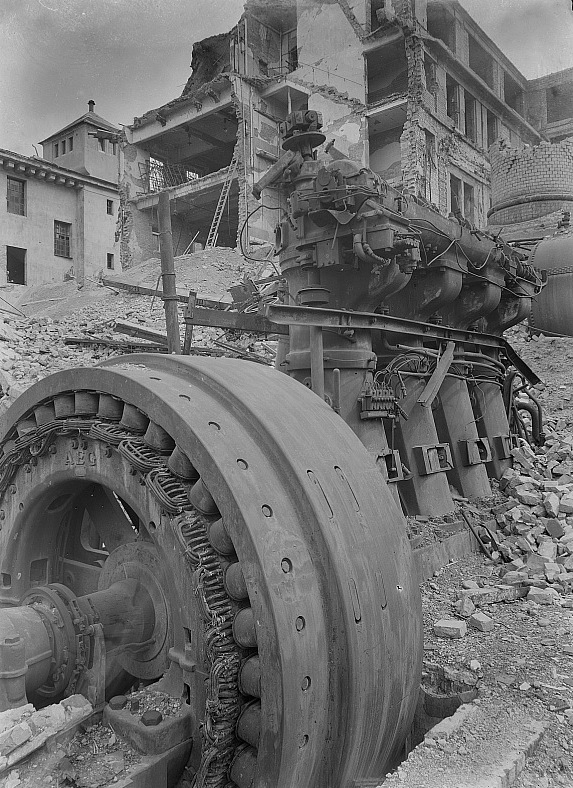
Dommages causés aux ateliers de fabrication de l’usine Universelle.

Au cours des 13 minutes qu’avait duré le raid, les 311 Forteresses volantes avaient largué, par temps nuageux et ciel fuligineux, près de 1900 bombes explosives et Blockbusters (équivalant à 474,5 tonnes) et 136 800 bâtonnets explosifs (équivalant à 296,5 tonnes),. Les dégâts les plus importants avaient, selon le rapport du 15 février, été infligés à la gare de triage de Friedrichstadt et à l’aire industrielle limitrophe, à l’ouest de la ville. Les usines d’armement de la Hamburger Straße, y compris la firme Seidel & Naumann, et les ateliers de réparation ferroviaire (Reichsbahnausbesserungswerk) à Friedrichstadt avaient été pour une large part détruits, et les dommages s’étendaient aussi plus à l’ouest encore, notamment au bassin Alberthafen,. Furent touchés également l’hôpital du lieu et les zones urbanisées alentour. Par suite d’un front d’intempérie, deux escadrons de bombardiers s’écartèrent de leur trajectoire sur une centaine de km au sud-ouest et, par suite du dysfonctionnement du radar de bord, bombardèrent un quartier de Prague, croyant qu’il s’agissait de Dresde,.
La population ne put être alertée, car les installations d’alerte et les moyens d’information se trouvaient à ce moment hors service. Cependant, ce raid américain était loin d’être aussi destructeur qu’aucun des deux raids britanniques de la veille. Cela s’explique par la taille plus petite des escadres (en raison notamment de ce que trois groupes de bombardiers avaient par erreur mis le cap sur Prague), par l’ampleur des dégâts déjà causés la veille, et par la prépondérance inhabituelle des bombes incendiaires.
Le 14 février, dans la ville de Neustadt in Sachsen, éloignée de 35 km environ de Dresde, se mit à tomber une pluie de cendres provoquée par les raids nocturnes. Le 15 février, vers 10 h 15, la Frauenkirche, ravagée par le feu mais restée debout jusque-là, finit par s’écrouler,.

#### Attaque du 15 février 1945
Une nouvelle attaque américaine eut lieu en plein jour le 15 février 1945 de 11 h 51 à 12 h 1, mettant en action 211 B-17 et 141 Mustang, avec pour cible primaire l’usine d’hydrogénation de Böhlen,,. Cependant, le ciel étant couvert au-dessus de Böhlen, l’on dut se rabattre sur la cible d’appoint, à savoir Dresde, qui de ce fait subit son quatrième bombardement en l’espace de 40 heures. Entre 11 h 51 et 12 h, dans des conditions de visibilité réduite, furent déversées de façon éparse 3 700 bombes explosives, équivalant à 460 tonnes. Les points les plus gravement touchés étaient la Münchener Platz, les localités de banlieue Loschwitz, Plauen et le quartier Waldschlösschen. Plus largement, c’est le tout le territoire entre Meißen et Pirna qui fut peu ou prou atteint.

### Attaques postérieures à février 1945

#### Attaque du 2 mars 1945
Le 2 mars, un total de 406 bombardiers B-17 et quelques centaines de chasseurs d’escorte de type P-51 (Mustang) de la Eighth Air Force américaine avaient pris d’abord la direction de l’usine d’hydrogénation de Schwarzheide, avant de changer de cap en raison des conditions météorologiques et de se diriger sur la cible de substitution Dresden. À partir de 10 h 27, 853 tonnes de bombes à haut pouvoir explosif et 127 tonnes de bombes incendiaires, accompagnées de feuilles volantes, furent larguées de manière peu concentrée sur la zone urbaine ennuagée de Dresde. Les points les plus touchés furent Mickten/Übigau, Altstadt et Neustadt autour du pont Marienbrücke, Waldschlösschen, Tolkewitz, Laubegast, Hosterwitz, Loschwitz, et le navire-hôpital « Leipzig ». Les gares de triage programmées pour être détruites ne furent pas touchées, les zones résidentielles moyennement, et les ponts et installations industrielles légèrement. Une partie de la cargaison de bombes se perdit dans des zones non bâties, telles que l’Elbe. Le « morcellement » de ce raid planifié avait été en partie provoqué par la chasse allemande, plus particulièrement par les avions à réaction rapides Me 262. Huit B-17 furent perdus. Cette quatrième attaque aérienne de Dresde fut la plus sévère parmi celles effectuées par l’USAAF contre Dresde jusque-là. « Il n’y a pas », selon le journaliste Goetz Bergander, « de documents sur les pertes humaines ».

#### Attaque du 17 avril 1945
Le 17 avril enfin, la Eighth Air Force de l’USAAF exécuta au moyen de 572 (ou 590) bombardiers B-17 et quelques centaines de chasseurs P-51 une ultime attaque d’ampleur contre Dresde, au titre cette fois de cible primaire. Entre 13 h 48 et 15 h 12, c’est-à-dire durant près d’une heure et demie, furent déversés, sous forme de « tapis de bombes », 1 385 tonnes de bombes explosives et 150 tonnes de bombes incendiaires. Selon le registre de guerre de la Eighth Air Force, un total de 1 731 tonnes de bombes fut largué,. Les dégâts causés étaient considérables, y compris dans des quartiers d’habitation et à divers bâtiments, tels que la gare centrale (Hauptbahnhof), déjà en grande partie changés en ruines par les raids antérieurs. Ce ne fut qu’avec cette attaque, véritable opération de précision ciblant spécifiquement les infrastructures de transport utilisées par l’armée allemande,, que le trafic ferroviaire, de grande importance tant civile que militaire, put être interrompu de manière effective à Dresde. Les points les plus touchés étaient : la gare de formation de Friedrichstadt, la gare de Pieschen près du bassin industriel sur l’Elbe, la gare de marchandises de l’Altstadt, la gare centrale, la gare de Neustadt, et les localités de banlieue Löbtau, Plauen et Übigau. Dans les zones habitées, les centres hospitaliers municipaux de Löbtau et de Friedrichstadt furent également la proie des bombes. Selon Bergander, « cette fois encore, la population eut à souffrir d’accablantes pertes », entre 400 et 500 victimes civiles. Dans le seul cimetière Neuer Annenfriedhof reposent des centaines de morts de ce raid, en grande partie originaires du centre-bourg de Löbtau. La DCA allemande et les Me 262 réussirent à abattre huit gros bombardiers. En contrepartie, les pertes de la Luftwaffe furent considérables, en particulier au sol, où les chasseurs, à cause de la pénurie de carburant, se trouvaient immobilisés.
Par la suite, et jusqu’à la fin de la guerre, Dresde cessa complètement de jouer le moindre rôle comme nœud ferroviaire.
Au cours du vol aller sur Dresde, une manœuvre, déterminée par les conditions météorologiques, provoqua au-dessus de la lande de Dippoldiswalde une collision entre deux bombardiers, qui allèrent s’écraser au sol.
| Date            | Cible             | Force     | Avions | Tonnes Bombes HE | Tonnes Bombes incendiaires | Total tonnes |
| --------------- | ----------------- | --------- | ------ | ---------------- | -------------------------- | ------------ |
| 7 octobre 1944  | G. de triage      | US 8th AF | 30     | 72.5             | —                          | 72.5         |
| 16 janvier 1945 | G. de triage      | US 8th AF | 133    | 279.8            | 41.6                       | 321.4        |
| 14 février 1945 | Centre-ville      | RAF BC    | 772    | 1477.7           | 1181.6                     | 2659.3       |
| 14 février 1945 | G. de triage      | US 8th AF | 316    | 487.7            | 294.3                      | 782.0        |
| 15 février 1945 | G. de triage      | US 8th AF | 211    | 465.6            | —                          | 465.6        |
| 2 mars 1945     | G. de triage      | US 8th AF | 406    | 940.3            | 140.5                      | 1080.8       |
| 17 avril 1945   | G. de triage      | US 8th AF | 572    | 1526.4           | 164.5                      | 1690.9       |
| 17 avril 1945   | Zone industrielle | US 8th AF | 8      | 28.0             | —                          | 28.0         |

## Conséquences des raids

### Bilan humain

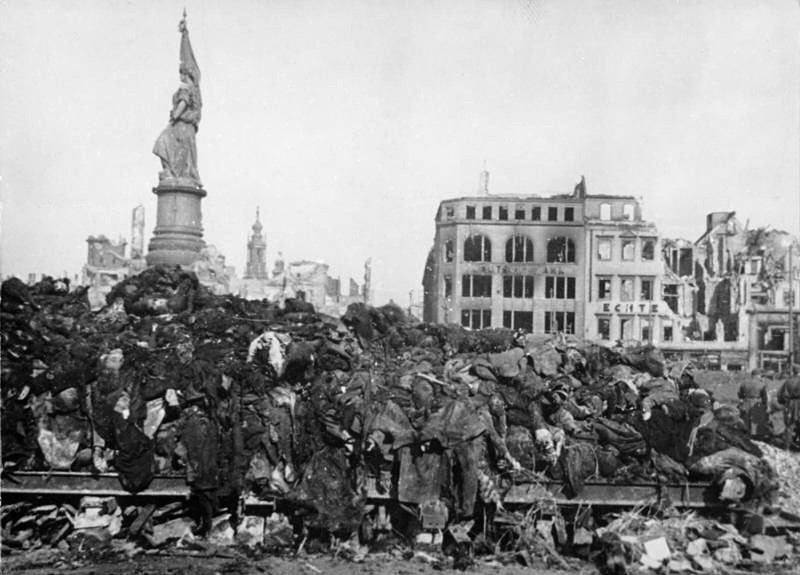
Amas de cadavres après le bombardement. La plupart des corps furent regroupés ainsi afin d'être incinérés sur place, souvent sans même avoir été identifiés, pour éviter les épidémies.

Des milliers de réfugiés qui fuient l’avancée de l’Armée rouge et de soldats blessés, qui sont soignés dans 25 hôpitaux, s’entassent dans la ville dont il est difficile de déterminer précisément le nombre d'habitants. Selon des estimations, la ville est passée de 630 000 habitants à un regroupement de plus d’un million de personnes à l'époque, un flux de quatre millions de réfugiés de Silésie fuyant notamment sur ordre le front russe allant alors d'est en ouest. L’évaluation du nombre de morts a beaucoup fluctué. Le recensement des survivants restés sur place, selon le décompte du 30 avril 1945, deux mois après l’attaque, fait état de 368 519 personnes. Le compte de 200 000 morts avancé par l’écrivain David Irving était appuyé sur un rapport de police (Tagesbefehl -TB- Nr. 47) considéré actuellement comme falsifié,,, une copie de l’original ayant été retrouvée à Dresde par Götz Bergander.
Une estimation à 250 000 morts a été avancée par les Soviétiques. Le chercheur allemand Jörg Friedrich avance le chiffre de 40 000 morts.
Des estimations élevées se réfèrent souvent à des déclarations de témoins oculaires qui ne peuvent plus être réexaminées, ainsi qu'à des informations de sources aux motifs divers (parfois négationnistes) :
- un document du Comité international de la Croix-Rouge (CICR) de 1946 a donné le chiffre le plus élevé, à savoir plus de 305 000 morts. Ce nombre n'était cependant pas le résultat d'investigations propres, mais émanait de rapports basés sur des sources issues des indications de l’administration nazie[122] ;
- l’ancien officier d'état-major de Dresde Eberhard Matthes (de), qui avait alors été chargé de travaux de déblaiement, a affirmé en 1992 que, jusqu’au 30 avril 1945, 3 500 cadavres auraient été pleinement identifiés, 50 000 en partie et 168 000 pas du tout[123]. Ces chiffres auraient été communiqués à Adolf Hitler en sa présence. Mais il n'existe aucune preuve écrite qui pourrait confirmer cela et on doute aussi que Hitler ait demandé une telle communication le jour de son suicide. Des journaux (Süddeutsche Zeitung, Die Welt, Frankfurter Allgemeine) ont souvent publié des chiffres difficiles à certifier, variant de 60 000 à 300 000 morts, jusqu'à la quasi-clôture du débat entre historiens après le décompte des victimes (Opferzahlen) défini le 17 mars 2010 à la suite du travail de la commission historique. Le bilan finalement admis est de 25 000 morts maximum (dont 18 000 corps identifiés), établi par une commission d’historiens dirigée par Rolf-Dieter Müller et mandatée par la ville de Dresde en 2004-2010[124],[125].

Pour le parti d’extrême droite Alternative pour l'Allemagne (AfD), le nombre officiel de victimes est largement sous-estimé. Pour son coprésident, Tino Chrupalla, le véritable bilan serait d'« environ 100 000 victimes ».

### Bilan matériel

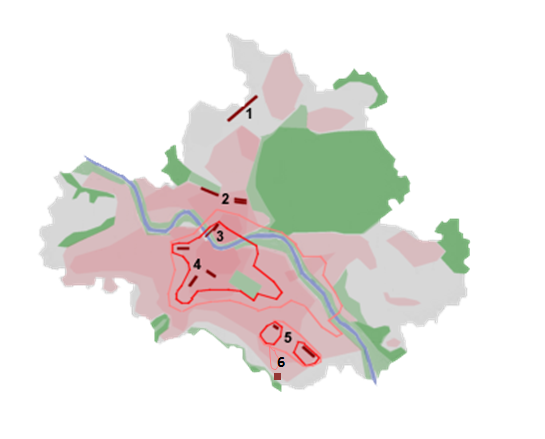
Zones détruites dans Dresde et cibles individuelles. Espaces bordés d’une ligne rouge : Kernbereiche zones centrales du bombardement, intégralement détruites. Dégradé rose : zones bâties. Brun : cibles stratégiques.

La vieille ville de Dresde (Altstadt) avait été en grande partie détruite par les incendies consécutifs aux bombardements, et seuls quelques rares constructions se tenaient encore debout, bien que fortement endommagées. De même, les faubourgs Seevorstadt, Johannstadt et Südvorstadt (cette dernière s’étendant à l’est du centre-ville) avaient dans une large mesure été détruits par le feu ou réduits à l’état de décombres. Les centres-bourgs et les édifices historiques de Striesen (dans la banlieue est) et de Gruna (dans la banlieue sud-est) avaient également subi d’amples dommages. S’y ajoutaient les lourds dégâts dont avaient eu à souffrir les localités de banlieue Reick, Friedrichstadt, Plauen, Zschertnitz et Innere Neustadt (noyau central du faubourg sur la rive opposée de l’Elbe), ainsi que les ravages causés par les incendies à Prohlis, lointaine banlieue sud-est, où, entre la Schandauer Straße et la Bodenbacher Straße, près de 800 immeubles, avec leurs quelque 7 000 logements, et des usines et ateliers avaient été anéantis. Il y avait eu enfin des dommages épars à des pâtés de maisons dans les quartiers Hechtviertel, Pieschen et Albertstadt (localités de la banlieue nord-ouest, sises de l’autre côté du fleuve), et à Niedersedlitz (lointaine banlieue sud-est). En revanche, la Äußere Neustadt, densément peuplée, avait été très largement épargnée.
Les bombardements avaient détruit nombre de monuments architecturaux de style baroque tardif, typique de la « Florence sur l’Elbe », dont en particulier le Semperoper, l’église Notre-Dame (Frauenkirche), le Palais de résidence (Residenzschloss), l’église Sainte-Sophie (Sophienkirche) et le Zwinger. Concernant plus particulièrement l’emblématique Frauenkirche, les caves et cryptes de celle-ci avaient été jugées à ce point sûres par les autorités nazies que quantité d’objets précieux et de statues provenant d’autres églises ou d’édifices publics de la ville y avaient été entreposés pendant les précédentes années de guerre, de même qu’une masse de films d’archives, transférés de Berlin à Dresde sur ordre de Göring. En outre, à la suite des raids des 13 et 14 février, aux alentours de 300 Dresdois, attirés sans doute par la robustesse de l’édifice, s’étaient réfugiés dans les catacombes attenantes. Lors de l’attaque aérienne du 15 février, l’église prit feu, non semble-t-il par suite d’impacts directs sur la coupole, mais plus probablement par des brandons ayant réussi, à la faveur de la tempête de feu, à pénétrer à l’intérieur du bâtiment par les quelques fenêtres que l’on avait négligé d’obturer. La coupole ne finit par s’effondrer qu’après que l’incendie eut épuisé tout le combustible présent et se fut éteint, et que le refroidissement qui s’ensuivit eut provoqué une discordance entre le tambour de la coupole et les piliers chargés de la supporter ; la pression trop forte exercée alors sur l’un des piliers le fit succomber, entraînant l’écroulement de la coupole. Au surplus, la pierre de grès utilisée ici comme matériau perd de son intégrité à une température supérieure à 700°C. 

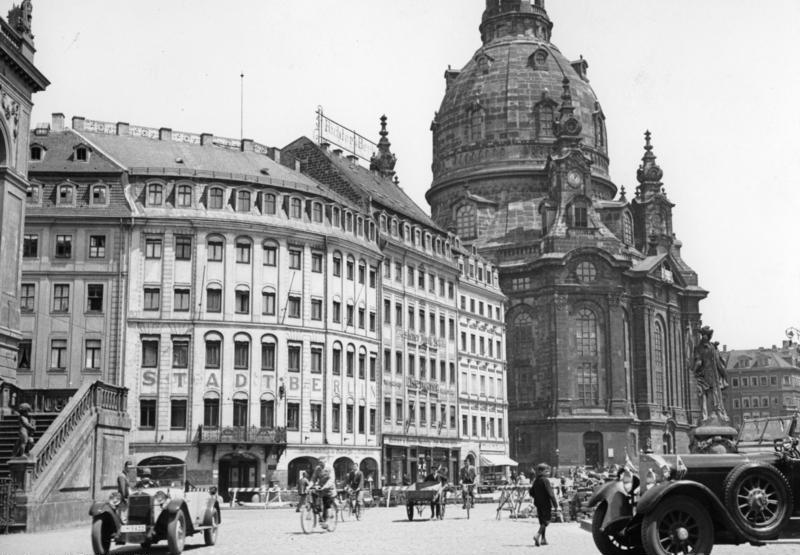
Neumarkt et Frauenkirche (1930).
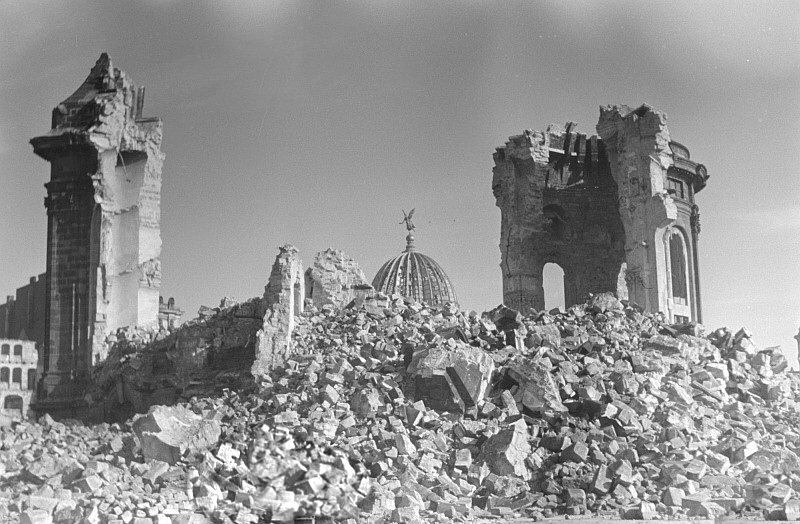
La Frauenkirche en ruines (1945).
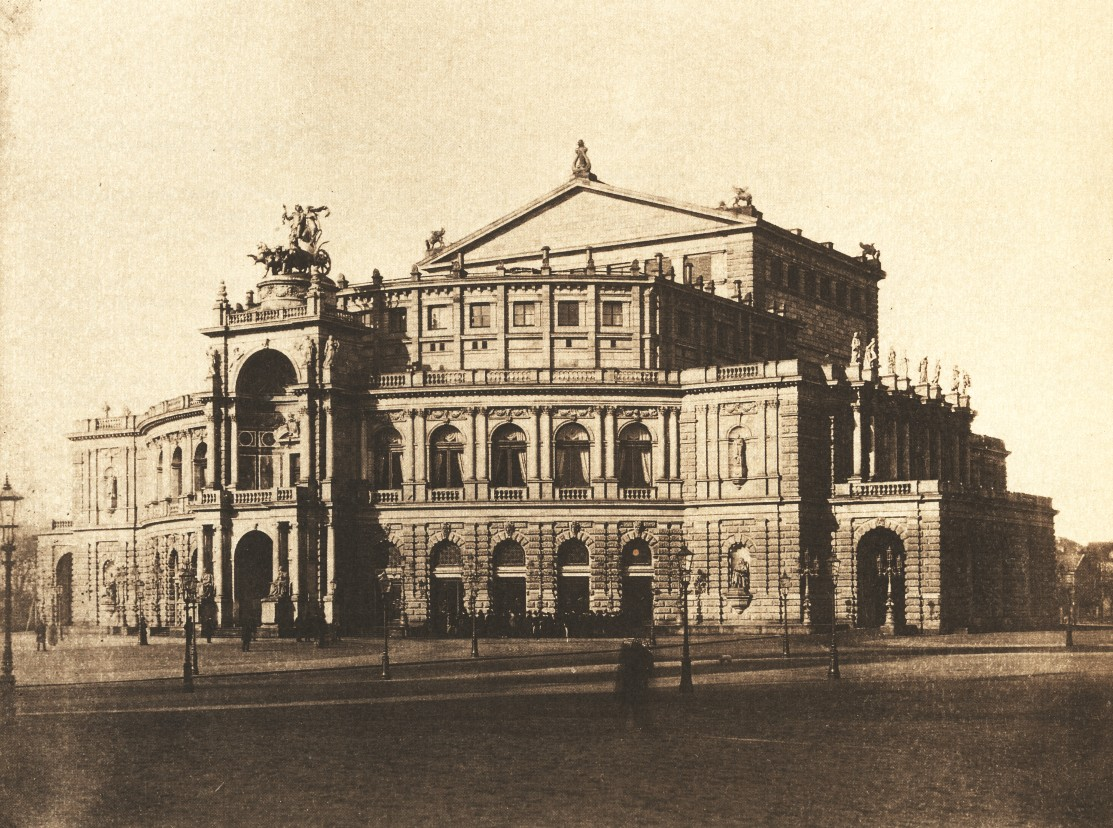
Le Semperoper dans les années 1880.
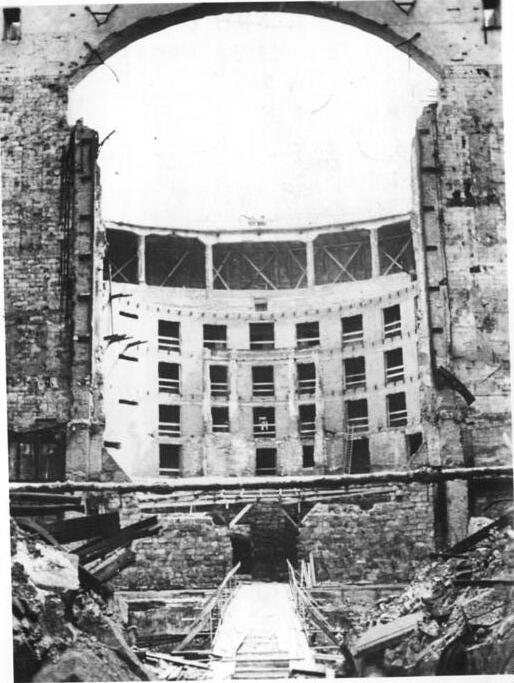
Ruine du Semperoper en 1945.

Après la guerre, il fut décidé par les autorités compétentes de la RDA de démolir un grand nombre des bâtiments incendiés (dont : la Sophienkirche, l’Albert-Theater, le Palais der Sekundogenitur), tandis que certaines autres ruines ou tel amas de décombres furent préservées en guise d’admonition (Mahnmal), notamment la Frauenkirche et le palais Kurländer, renforçant par là l’impression d’une destruction quasi-complète du centre-ville.

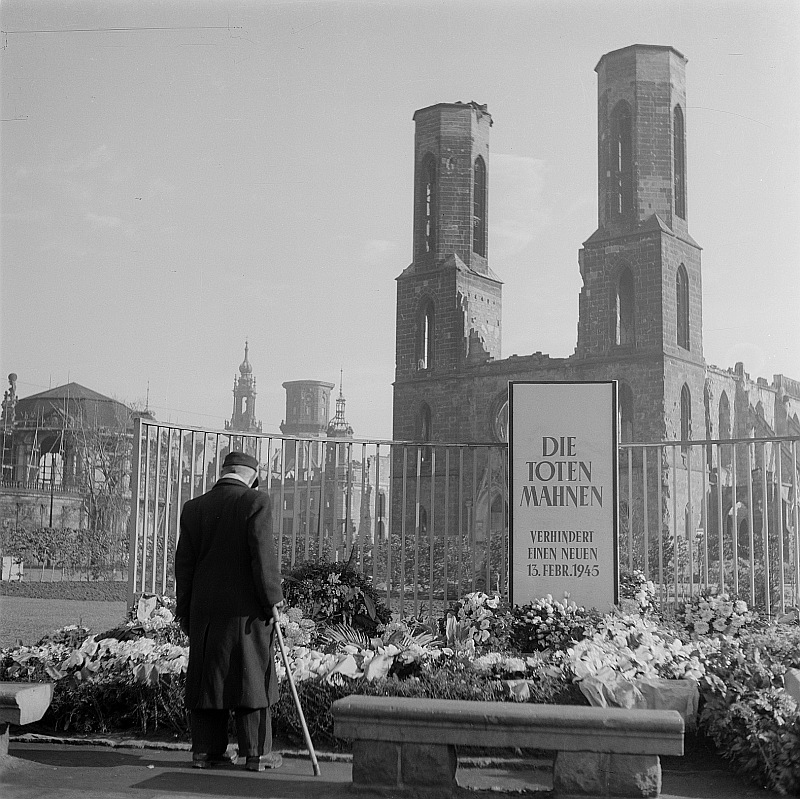
L’église Sainte-Sophie (Sofienkirche) faisant office de signal d’admonition (Mahnmal). Le panneau porte l’inscription : « Les morts mettent en garde. Empêchez un nouveau 13 février 1945 ».

Si les attaques nocturnes de la RAF n’avaient pas visé directement les industries d’armement, elles avaient néanmoins détruit 23 % des entreprises industrielles dresdoises et endommagé nombre d’infrastructures d’utilité publique, telles que les installations de distribution de gaz et d’eau et les centrales d’énergie. Les subséquentes attaques de jour de l’USAAF avaient été rendues fort imprécises par la mauvaise visibilité. Jusqu’en mai 1945, dans les zones résidentielles, 60 000 à 75 000 logements sur un total de 222 000 allaient être entièrement détruits, avec les effets personnels et l’ameublement qu’ils contenaient, et 18 000 logements endommagés gravement et 81 000 légèrement. Des entreprises commerciales, 30 % avaient été mises hors service, dont trois grands magasins dans la Vieille Ville et les marchés couverts de la Weißeritzstraße à Friedrichstadt, de l’Antonsplatz et de la Neustadt, dans lesquels s’effectuait alors majoritairement le commerce des fruits et légumes à Dresde.

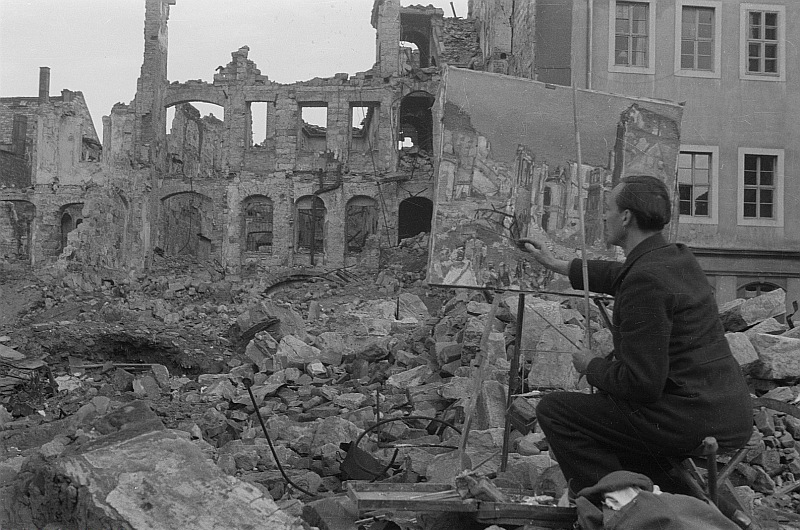
Reprise de la vie culturelle parmi les décombres, le peintre Theodor Rosenhauer.

Après le 13 février, la circulation à Dresde avait été dans un premier temps entièrement paralysée : les caténaires du réseau de tram dresdois avaient été détruits à 75 % ; les rues étaient jonchées de décombres ou parsemées de cratères d’impact, dont le nombre était estimé à 1100 ; et tous les ponts franchissant l’Elbe dans l’agglomération dresdoise étaient endommagés. Il était donc devenu impossible de transiter par le nœud de circulation qu’avait été naguère le centre-ville. Ce n’était qu’à pied qu’on pouvait encore atteindre les lieux de travail et les services publics, en se faufilant à travers les champs de décombres de la Vieille Ville. Cependant, le trafic ferroviaire fut rétabli, à titre provisoire, au bout de deux semaines, et les transports de troupe purent reprendre après seulement quelques jours, vu que les voies des grandes lignes étaient restées quasiment indemnes sur leur trajet à travers Dresde et allaient le demeurer jusqu’au bombardement du 2 mars 1945.
La plupart des entreprises avaient dû cesser leur production, soit qu’elles aient été endommagées ou détruites, soit que leurs employés aient péri, ou aient été expulsés de leur domicile par les bombes, ou ne soient plus en mesure de se rendre sur leur lieu de travail. Selon un état des lieux (Schlussmeldung) du Chef supérieur de la SS et de la Police (SS- und Polizeiführer) de la circonscription Elbe du 15 mars 1945, seules six entreprises étaient restées aptes à poursuivre leur production, pour des quantités indéterminées. L’abattoir municipal, situé à Ostragehege, reprit ses activités le 19 février, la fabrique de pain et la boucherie en gros de la Rosenstraße furent, avec des moyens de fortune, remises en état de fonctionner à la fin mars.

## Réactions au bombardement

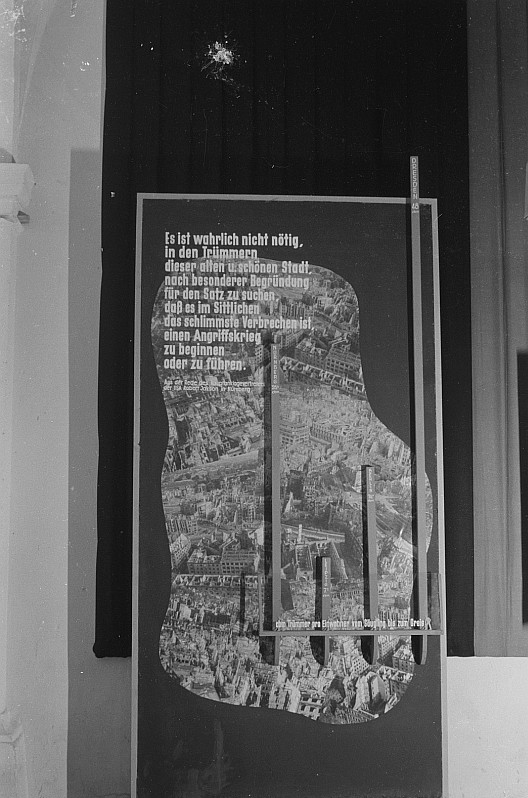
Affiche de propagande de 1948 exploitant la destruction de Dresde. Le texte se traduit comme suit : « Nul besoin de chercher dans les décombres de cette ancienne et belle ville la légitimation particulière de l’énoncé selon lequel ce qui constitue le pire des crimes sur le plan moral est de déclencher et de mener une guerre d’agression ».

### Chez les Britanniques

#### Malaise de pilotes de la RAF
Les historiens sont unanimes pour souligner la beauté de la ville. La croyance des habitants dans l’impossibilité d’une attaque massive était très répandue et les réfugiés de l’Est s’y dirigeaient spontanément. De plus, la ville était appelée par la propagande « Lazarett-Stadt » (la ville-hôpital) avec 22 hôpitaux, des écoles et bâtiments publics convertis pour soigner les blessés du front, ayant été ajoutés aux grands hôpitaux de la ville. Leur toit était peint en blanc avec une croix rouge, rassurant encore davantage les habitants. Contrairement aux autres grandes villes, il n’y avait donc pas eu de plan étendu de protection avec grands abris anti-aériens.
Alors que les pilotes de l’USAF ne connaissaient généralement pas la ville de Dresde, certains de la RAF connaissaient le caractère artistique et touristique de la capitale de l'ancien Royaume de Saxe (d'où son surnom « Elbflorenz » : la Florence de l’Elbe) concrètement illustré par les manufactures de porcelaine de Saxe, appelée en anglais « Dresden China ». Rien n’indiquait un rôle militaire décisif pour cette ville ancienne, qui avait, pour cette raison, été épargnée pendant cinq ans. Ainsi la RAF ne disposait même pas de carte précise de la ville. L’historien Alexander McKee souligne le caractère inusuel du raid, jusqu’aux feuilles de route masquées dans les cockpits jusqu’au dernier moment.

#### Réactions du commandement militaire et du pouvoir politique
Le 28 mars 1945, Winston Churchill s’interrogea dans une note d’état major sur l’opportunité de ce bombardement,.
La manière de considérer ces attaques aériennes varie selon le point de vue. À l’époque déjà, le ministère de la Propagande de Joseph Goebbels avait utilisé le bombardement de Dresde pour relativiser la responsabilité de l’Allemagne dans la guerre et placer les Allemands dans un rôle de victimes. Au cours de la guerre froide, les préjugés idéologiques empêchèrent une étude objective du déroulement des événements.
Le premier maire communiste de Dresde, après la guerre, Walter Weidauer, considérait en 1946 les attaques comme évitables bien qu'ayant été provoquées par les « fascistes allemands ». Cependant trois ans plus tard, il considérait les puissances occidentales comme seules responsables du bombardement criminel de Dresde qui ne répondait à aucune nécessité militaire. Une hypothèse (défendue entre autres par l'Allemagne de l'Est à partir de 1949) était que les Alliés occidentaux avaient voulu laisser à l'Union soviétique une zone d'occupation détruite.

### Dans la propagande nazie

#### Plan nazi d’exploitation propagandiste de l’événement
Le ministère de la Propagande de Joseph Goebbels se mit en devoir d’exploiter les bombardements de Dresde à des fins de propagande nationale-socialiste, tant sur le plan extérieur qu’en Allemagne même. Si, dans le domaine intérieur, Goebbels chercha à tirer parti des effets négatifs des destructions pour la population, il redoutait en même temps que les attaques puissent saper ce qui subsistait du moral allemand, et préféra se centrer sur la presse étrangère. Pour lui, il y aurait lieu, sur ce plan, de présenter la guerre de bombarderment des Alliés comme une campagne de destruction délibérée, préparée de longue date et bien planifiée, et de servir pour cela d’illustrations et d’éléments de langage préalablement (dès le 19 février) définis et prescrits par les autorités nazies (tels que p. ex. le topique « Bomber Harris »),.
Dans la journée du 15 février 1945, le ministère de la Propagande s’affaira à élaborer une note fouillée, qui fut diffusée dès l’après-midi du même jour dans le monde entier par le biais du Deutsches Nachrichtenbüro (DNB) et des émissions en langue étrangère de la propagande radiophonique nazie. Dans cette note, il était insisté plus particulièrement sur la « destruction de la ville d’art de Dresde », d’« un lieu de pèlerinage pour tous les amateurs d’art », où « des centaines d’Anglais des couches cultivées » avaient été formés ou avaient recouvré la santé « dans d’éminents sanatoriums ». Pourtant, soulignaient les propagandistes nazis, c’est justement par les Anglais et par les Américains que la ville, « qui figure parmi les joyaux non seulement de l’Allemagne, mais aussi de l’Europe », avait été détruite. Le communiqué du DNB signalait également que l’industrie de Dresde était insignifiante du point de vue militaire ; compte tenu que les installations ferroviaires les plus importantes militairement ne se trouvaient pas dans le centre-ville, l’emploi de bombes incendiaires ne pouvait pas — au contraire de ce qui était affirmé dans les médias britanniques — avoir visé ces infrastructures ferroviaires, impossibles de détruire par ce moyen, mais les monuments architecturaux et les zones résidentielles. Selon le même communiqué, iI aurait été prouvé depuis longtemps que de telles attaques de terreur étaient ineptes militairement, à telle enseigne que l’Armée rouge n’en faisait pas usage. Le texte du ministère de la Propagande concluait que le peuple allemand ne gagnerait rien à une capitulation et pointait ce qu’il endurerait, si jamais l’Allemagne tombait aux mains de l’ennemi,,. L’image ainsi construite de l’attaque de Dresde devait donc aussi contribuer à peindre le sort qui attendrait l’Allemagne si jamais des ennemis aussi cruels que ceux ayant bombardé Dresde sortaient victorieux de la guerre.
Par là se trouvaient donc formulées les deux idées-force de la propagande nazie : d’une part, dépeindre, à l’usage de la presse allemande, le bombardement comme un meurtre de masse planifié de longue date et comme la destruction d’une capitale culturelle occidentale, c’est-à-dire comme un crime de « barbares » contre la civilisation, tout en attisant dans la population allemande la volonté de persévérance et la peur de l’inhumanité de l’adversaire, et d’autre part, présenter, à l’intention de la presse étrangère, Dresde comme une ville d’art, sans signification dans la guerre en cours, et les raids aériens comme dénué de sens militaire, afin d’influencer l’opinion publique des pays ennemis et neutres, de minimiser la culpabilité allemande dans la guerre et de placer les Allemands dans un rôle de victime.
La presse allemande, mettant aussitôt ces préceptes en œuvre, se borna strictement dans un premier temps à évoquer la destruction des valeurs culturelles et à décrire, généralement au passé (« Dresde était… »), en partie sur un ton d’exaltation lyrique, l’« œuvre d’art intégrale » (Gesamtkunstwerk) qu’était Dresde, son « illustre panorama », les « somptueux édifices » que la ville renfermait, etc., le quotidien nazi dresdois Der Freiheitskampf étant seul à s’attarder sur le nécessaire esprit de persévérance. Au même moment, les presses britannique et américaine, où Dresde figurait comme un sujet de premier plan, se signalaient par des une faisant état de « frappes aériennes contre l’Allemagne, les plus puissantes jusqu’ici », et où depuis lors, et dès avant que des informations sur les effets réels aient commencé à être connus, le nom de Dresde était associé — abusivement, et à coups de superlatifs — à une effroyable offensive de bombardiers.
Dans le même temps toutefois, sur le plan intérieur, le Reichsleiter et ultra Robert Ley faisait paraître, peu après le bombardement, un article outré sous le titre « Sans bagage » (Ohne Gepäck), où il disait se réjouir de la destruction de Dresde, car grâce à celle-ci l’Allemagne n’avait plus à s’encombrer du « fardeau » de son patrimoine architectural, et partant, de son passé libre-penseur et humaniste. On y pouvait lire en particulier le passage suivant :

« Après la destruction de la belle Dresde, peu s’en faut que nous ne poussions un soupir de soulagement. Tout cela est maintenant derrière nous. Nous concentrant désormais sur notre lutte et sur notre victoire, nous ne sommes plus distraits par le souci des monuments de la culture allemande. En avant toutes ! […] C’est désormais sans aucun ballast inutile et sans le pesant bagage bourgeois intellectuel et matériel que nous marchons vers la victoire allemande. »

#### Efforts nazis pour influencer l’opinion publique des pays neutres
Le 15 février 1945 et dans les jours suivants, le ministère de la Propagande réussit à intéresser à la problématique les derniers correspondants étrangers qui demeuraient encore à Berlin (plus particulièrement ceux travaillant pour la presse neutre suédoise et suisse), ce qui était la seule possibilité restante d’influencer l’opinion publique des autres pays ,. Parallèlement, des diplomates allemands en poste dans ces pays alimentaient les journaux suédois et suisses de détails sur les raids, dont notamment une photographie d’un enfant présentant d’atroces brûlures dues à des « bombes au phosphore »,. Par coïncidence, la veille des attaques sur Dresde, parvenait à Berne un document du ministère allemand des Affaires étrangères, portant le titre « Contre l’ennemi héréditaire de l’Europe » et consacrant cinq pages d’une typographie serrée à vilipender Arthur Harris comme l’architecte en chef de la destruction culturelle, non seulement en Allemagne, mais dans l’Europe entière.
Le 16 février, un premier article paraissait dans le quotidien Dagens Nyheter de Stockholm, sous le titre « Enfer à Dresde – Nombre de morts inédit », dans lequel Dresde était décrit comme « un seul et grand enfer de feu […], où les hommes ont trouvé la mort par dizaines de milliers […] et où tous les édifices mondialement connus et de grande valeur culturelle ont été détruits totalement ou partiellement ». Dans cet article était mentionné pour la première fois le nombre élevé à Dresde de réfugiés venus de l’Est, donnée qui ne pouvait provenir que du ministère de la Propagande, attendu qu’il était interdit à tout correspondant étranger de quitter Berlin. Le 17 février 1945, ces données furent précisées plus avant par le Svenska Morgonbladet, qui citait le chiffre de 100 000 morts, en s’appuyant sur le fait que dans la nuit du 13 au 14 février 1945 se seraient trouvés dans la ville un total de 2,5 millions de personnes,. (Ces chiffres ne se basaient pas sur les estimations officielles, lesquelles n’avaient d’ailleurs pas été rendues publiques, ni en Allemagne, ni à l’étranger. Le rapport de police et le Rapport final (Endbericht) de la SS avaient chiffré le nombre des victimes à environ 25 000. Le chiffre des morts déjà récupérés, établi à 20 204 au bout de quatre semaines, fut gonflé a posteriori par un facteur dix, avec ajout d’un zéro, pour arriver à 204 040.)
Suivant le postulat que la presse suédoise était neutre et donc digne de foi, la presse des pays alliés reprit ensuite ces affirmations, dont notamment celle portant que Dresde avait été intégralement détruite : le New York Times, à l’instar des Stockholms-Tidningen, décrivit la ville comme ayant été « atomisée » et « pulvérisée », et le Toronto Daily Star, s’inspirant de la revue Expressen, posa que « jamais auparavant pendant la guerre, une ville n’avait été détruite à ce point ». Les 20 et 25 février 1945, le journal Svenska Dagbladet publiait de nouvelles formulations propres à qualifier l’événement, notamment « crescendo des anéantissements par bombardement », et citait un bilan de « près de 200 000 morts ». Ces deux énoncés, subtilement insinués par le ministère de la Propagande, comportaient déjà la plupart des éléments qui allaient dans les années suivantes façonner l’image reçue de la destruction de Dresde, à savoir : caractérisation de Dresde comme haut-lieu d’art et de culture, dissimulation de son importance militaire, impasse faite sur le contexte chronologique de la guerre, mise en avant d’un fort nombre de réfugiés pour expliquer le chiffre des victimes, destruction quasi intégrale, caractère unique de la catastrophe. Le 18 février, le ministère allemand des Affaires étrangères donna la consigne à son personnel diplomatique d’insister auprès de la presse étrangère sur la guerre de bombardement anglo-saxonne et sur les victimes allemandes de celle-ci, puis plus tard, début mars, de se référer à la phrase du Svenska Dagbladet du 25 février 1945 selon laquelle il y aurait eu « 200 000 plutôt que 100 000 victimes ». Le 25 février 1945, une nouvelle note fut émise, accompagnée de photos d’enfants brûlés, portant le titre Dresde - Massacre de réfugiés et indiquant que 200 000 personnes étaient mortes. Dans la suite, sans doute sous l’effet d’un pilotage par le ministère de la Propagande, le bilan de 100 à 200 mille morts continuait à être obstinément avancé dans la presse suédoise.
S’y ajouta la maladresse commise lors d’une conférence de presse de routine convoquée par la RAF à Paris le 16 février 1945, quand, après une question de Howard Cowan de l’Associated Press sur les motifs des bombardements par zone (area bombing), l’officier de presse de la RAF, l’Air commodore Colin McKay Grierson, répondit que l’on visait « principalement les infrastructures de transport » afin d’entraver les approvisionnements, mais ajouta accessoirement peu après, sur question d’un autre journaliste, qu’il s’agissait de « démolir les restes du moral allemand »,. Cette réponse de Grierson conduisit Howard Cowan à forger le communiqué de presse suivant : « […] la décision fut prise d’effectuer des bombardements de terreur délibérés sur des centres de population, comme moyen impitoyable de hâter la chute de Hitler ». La censure militaire laissa malencontreusement passer ce communiqué (encore qu’il ait été intercepté la nuit même en Grande-Bretagne), et il fut publié aux États-Unis, après avoir déjà été diffusé par Radiodiffusion de la Nation française, avec la terminologie façonnée par la propagande nazie,. Un rectificatif censé annuler définitivement la déclaration incriminée fut publié le 17 février, mais concernait à présent uniquement Dresde : l’objectif, y arguait-on, consista à « paralyser la circulation et empêcher le mouvement de troupes. La circonstance que la ville regorgeait alors de réfugiés n’était que pur hasard ». Quand même l’assertion que Dresde « regorgeait de réfugiés » fût inexacte, elle permit à Goebbels de réorienter la question de Dresde sur un élément nouveau et de relancer sa propagande intérieure, avec comme point de départ le titre en une, « Cynique tentative de diversion des gangsters aériens » (Zynischer Ablenkungsversuch der Luftgangster), dans l’édition du 21 février 1945 du journal dresdois Freiheitskampf.

#### Article de Sparing de début mars 1945
Début mars, alors qu’à Berlin on s’activait à étoffer et à consolider le canevas propagandiste, un article était édité dans l’hebdomadaire nazi Das Reich du 4 mars 1945, avec pour titre : « Der Tod von Dresden: Ein Leuchtzeichen des Widerstands » (La Mort de Dresde : un phare pour la résistance). Ce texte, de la main de Rudolf Sparing, alors rédacteur en chef de la publication, inhabituel quant à la longueur, le contenu et le mode d’expression, inaugurait une nouvelle phase de la campagne de propagande nazie. L’article, qualifié par l’historien Matthias Neutzner de « chef-d’œuvre du genre », présentait les raids aériens comme « quatre actes d’un plan d’assassinat et d’anéantissement froidement calculé ». Sparing eut soin d’éviter toute description susceptible de passer pour exagération, s’abstenait de tout jugement à l’emporte-pièce, et faisait preuve (en comparaison des quotidiens) de retenue dans le langage et d’une franchise soigneusement dosée, s’interdisant notamment de gonfler outrancièrement le nombre de morts. Sa description détaillée des atttaques aériennes, qui associait des détails jusque-là jamais énoncés publiquement avec une peinture subtile d’une « ville innocente », et combinait données chiffrées et déroulement des faits, allait durablement marquer à l’avenir le souvenir de l’événement. On pouvait y lire notamment :

« Les trois attaques contre Dresde […] ont occasionné l’annihilation la plus radicale d’une vaste zone urbaine continue et ont provoqué, en proportion du nombre d’habitants et du nombre de raids, une perte en vies humaines de loin la plus grave jusqu’ici. Une silhouette urbaine d’une parfaite harmonie a été balayée des cieux de l’Europe. Des dizaines de milliers [de personnes], qui travaillaient et habitaient au pied de ses tours ont été inhumées dans des fosses communes, sans qu’aucune tentative d’identification n’ait été possible. »

En revanche, aucune mention n’était faite des industries d’armement et des travailleurs forcés, ni des garnisons et des trains militaires, ni du statut, décrété secrètement, de Verteidigungsgebiet de Dresde. C’est dans ce texte aussi que le mitraillage par des avions en vol bas fut pour la première fois évoqué publiquement :

« Vers minuit apparut dans le ciel rougeoyant du val de l’Elbe une deuxième flotte aérienne britannique et perpétra avec des bombes explosives et des armes de bord un bain de sang dans les masses humaines sur les berges du fleuve, ainsi que seule la fantaisie d’un Ilya Ehrenbourg eût pu le concevoir. »

À la lumière de ces faits, la résistance allemande aux Alliés manifestement enclins au massacre serait donc la seule « issue » (Ausweg) pour les survivants. Cette entreprise fut une réussite, puisque la presse nationale allemande reprit de larges passages de l’article, voire le reproduisit intégralement, et le texte fut partout accueilli favorablement. Le langage et le fil discursif faisaient que les informations présentées apparaissaient fiables, et les descriptions se recoupaient avec les récits de témoins alors en circulation. À l’étranger, les agences de presse diffusèrent d’amples parties du texte, certes sous forme de citation, reprises ensuite par l’ensemble des grands journaux aux États-Unis, en Grande-Bretagne et dans de nombreux autres pays. Ainsi p. ex., l’Irish Times titrait-il, au-dessus d’une vue d’ensemble de Dresde avant la destruction, « Dresde rayé de la carte », et le New York Times écrivait-il « Dresde, l’une des villes allemandes les plus anciennes et les plus appréciées, a cessé d’exister ». Le Washington Post faisait sien le jugement de Sparing selon lequel « la catastrophe de Dresde est sans précédent ». En même temps, l’article de Sparing établissait une grille de lecture susceptible d’orienter les souvenirs personnels, et qui allait ensuite s’insinuer, sans vérification préalable, dans la littérature allemande d’après-guerre et dans le révisionnisme historique.
Le texte de Sparing resta pendant la quasi-totalité du mois de mars 1945, et au Portugal encore jusqu’au début d’avril, le moule de communiqués de presse de toute nature, pour autant que ceux-ci aient effectivement pu être modelés par les délégations diplomatiques nazies dans les pays concernés. Le « symbole Dresde » — ou Chiffre Dresden, selon l’expression de Matthias Neutzner — faisait figure dorénavant, en l’espace de seulement quelques semaines, de plus grand crime de toute la guerre.
L’ultime initiatve de la propagande nazie – d’autres ne seraient plus possibles ultérieurement – consista à entraîner l’octogénaire écrivain Gerhart Hauptmann, qui avait séjourné le 13 février 1945 avec son épouse Margarete au sanatorium de Weidner, dans le district dresdois de Wachwitz, à rédiger un texte sur l’enfer du bombardement, lequel texte, écrit par Hauptmann après son retour à son domicile silésien, débute ainsi : « Quiconque avait désappris de pleurer, en fait à nouveau l’apprentissage avec le périssement de Dresde. […] ». Le texte fut récité à l’antenne sur la radio allemande le 29 mars 1945 et mis à la disposition de la propagande allemande à l’étranger, qui réussit à le faire publier le 9 avril 1945 à Stockholm.

### Comparaisons, «tempête de feu»
D’autres bombardements sur l'Allemagne (Berlin et Hambourg lors de l'opération Gomorrhe) furent aussi très meurtriers, mais celui de Dresde a plus profondément choqué les esprits, peut-être parce que la ville était davantage perçue comme une ville d’arts et de culture et qu’elle avait un intérêt stratégique moins important (ne pouvant justifier une attaque aussi lourde), d'autant plus que l’Albertstadt, le fort militaire de Dresde, n'a pas été bombardé. Les témoignages font aussi dramatiquement état de la présence d'une tempête de feu (Feuersturm) sur plusieurs kilomètres carrés, confirmée par les analyses, avec des vents de la force d'une tornade qui aspiraient vers le feu les victimes qui tentaient de se retenir,. On possède des observations de telles tempêtes de feu pour le bombardement de Coventry (opération Mondscheinsonate) par l’Allemagne, celui de Hambourg (opération Gomorrhe), et pour les bombardements atomiques d'Hiroshima et de Nagasaki.

#### Comparaison concernant les sept plus grandes villes allemandes
| Ville    | Population (1939) | Tonnage | Tonnage | Tonnage |
| Ville    | Population (1939) | USAF    | RAF     | Total   |
| -------- | ----------------- | ------- | ------- | ------- |
| Berlin   | 4 339 000         | 22 090  | 45 517  | 67 607  |
| Hambourg | 1 129 000         | 17 104  | 22 583  | 39 687  |
| Munich   | 841 000           | 11 471  | 7 858   | 19 329  |
| Cologne  | 772 000           | 10 211  | 34 712  | 44 923  |
| Leipzig  | 707 000           | 5 410   | 6 206   | 11 616  |
| Essen    | 667 000           | 1 518   | 36 420  | 37 938  |
| Dresde   | 642 000           | 4 441   | 2 659   | 7 100   |

### La question récurrente du «crime de guerre» et des responsabilités
Une justification souvent apportée aux bombardements de l'Allemagne à la fin de la Seconde Guerre mondiale est la suivante : c'est parce que l'Allemagne n'a subi aucune destruction sur son sol pendant la première guerre qu'elle devient si rapidement et si violemment belliciste dans les années 1920 et 1930. Il convenait donc de ne pas répéter ce schéma.
Un historien comme Jörg Friedrich considère que les destructions de zones habitées par « Area Bombing » sont des crimes de guerre. D’autres considèrent que tous les moyens devaient être utilisés pour mettre fin le plus rapidement à la guerre et, en définitive, épargner des vies humaines.
Quoi qu’il en soit Winston Churchill s’est inquiété de l’opportunité du bombardement quelques semaines après, le 28 mars 1945, dans un memorandum adressé à l'état major britannique :
« Il me semble que le moment est venu de remettre en question le bombardement des villes allemandes dans le but d'accroître la terreur, tout en invoquant d'autres prétextes… la destruction de Dresde constitue un sérieux doute sur la conduite des bombardements alliés »,
Sir Arthur Harris affirma que la décision avait été prise à un échelon très supérieur au sien.
En 1949, voulant apporter son témoignage, le photographe Richard Peter, habitant de Dresde, publie Dresden, eine Kamera klagt an (Dresde, un appareil photo accuse).
S’ils conviennent aux historiens, les résultats de la Commission historique sont régulièrement remis en cause sur internet, notamment par les nationalistes. Selon Gert Bürgel, les témoignages entendus et les matériaux de travail de la commission sont inaccessibles, couverts par le secret et ne peuvent donc pas être l'objet d'étude critique. Sont accessibles principalement : le rapport final (Abschlussbericht) sur Internet ; le projet Mathildenstrasse, étude d’une rue-témoin du centre-ville ; et l'ouvrage publié par l’Institut Hannah Arendt de Dresde.

## Survivants et témoins célèbres
- L'écrivain américain Kurt Vonnegut (1922-2007), qui travaillait comme prisonnier de guerre dans un abattoir de la ville lors du bombardement, en réchappa en se réfugiant dans les caves du bâtiment. De cette expérience apocalyptique, il tire son roman Abattoir 5. Un film, Abattoir 5 (titre original : Slaughterhouse-Five), réalisé par George Roy Hill en fut tiré en 1972.
- L'écrivain et philologue allemand Victor Klemperer (1881-1960) est aussi un des survivants du bombardement, qu'il évoque en 1947 dans son essai LTI-Lingua Tertii Imperii: Notizbuch eines Philologen.
- Le pianiste Peter Rösel est né à Dresde le 2 février 1945.
- Le philosophe et historien français Joseph Billig est un survivant de Dresde.
- L'écrivain Jean-Louis Foncine (nom de plume de Pierre Lamoureux), auteur de livres pour la jeunesse de la collection « Signe de piste », était à Dresde. Il raconte le bombardement dans ses souvenirs Un si long orage.
- L'écrivain Gerhart Hauptmann. Prix Nobel de littérature en 1912.
- Mario Girotti. Acteur italo-américain, connu sous le nom de Terence Hill, né en 1939. De mère allemande, il habitait le village de Lommatzsch (à 30 km de Dresde) pendant toute la durée de la guerre.
- L’écrivain de romans policiers Miles Tripp faisait partie de l’équipage d’un bombardier de la 2e vague[171], y occupant la fonction de viseur (bomb aimer)[172]. Il relate ses expériences dans un livre autobiographique, The Eighth Passenger, publié en 1969[173].

## Le bombardement de Dresde dans la culture
Le bombardement de Dresde constitue la trame de fond du roman d'Henri Coulonges L'Adieu à la femme sauvage. L'héroïne Johanna survit au bombardement, mais pas sa grande sœur, ce qui fait perdre la raison à sa mère.
Le bombardement de Dresde est évoqué dans le documentaire-fiction La Bombe de Peter Watkins. En parallèle de ceux d'Hiroshima et de Nagasaki, il sert d'illustration historique aux conséquences d'un bombardement atomique fictif sur la Grande-Bretagne.
Le bombardement de Dresde joue un rôle central dans le roman Het stenen bruidsbed de Harry Mulisch, paru en 1959. Le personnage principal, un dentiste américain, qui avait participé aux bombardements de Dresde, séjourne dans cette ville une dizaine d’années plus tard à l’occasion d’un congrès scientifique auquel il avait été invité. Le roman décrit les tribulations de l’ancien aviateur dans la ville encore en ruines, ses dialogues ambigus avec ses interlocuteurs allemands et ses brumeux troubles de conscience.

## Photos de Dresde fin 1945
Les photos sont de Richard Peter, revenu à Dresde en septembre 1945.

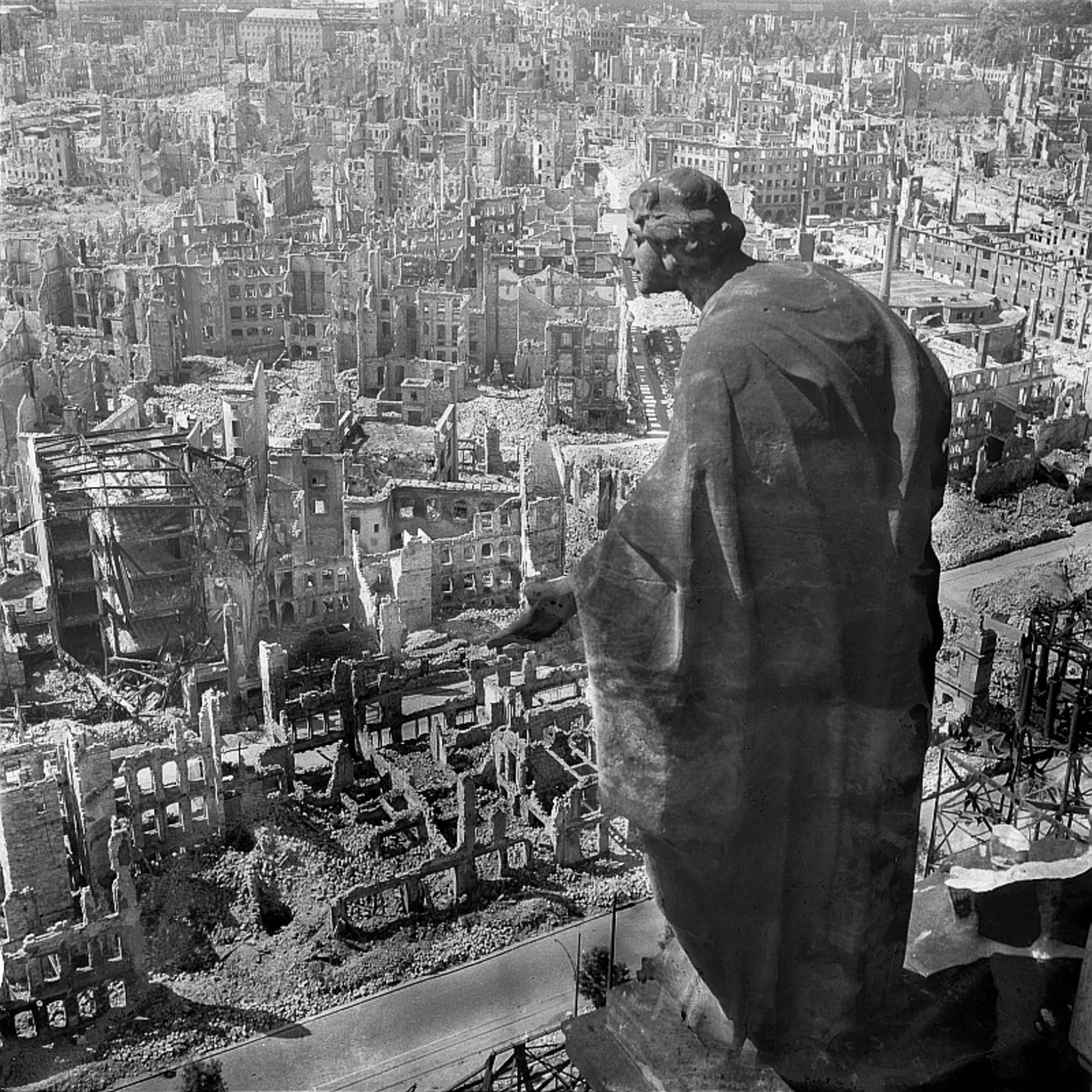
Allégorie de la bonté[176], statue de Peter Pöppelmann (de)[177] sur la tour de l'hôtel de ville de Dresde[178].
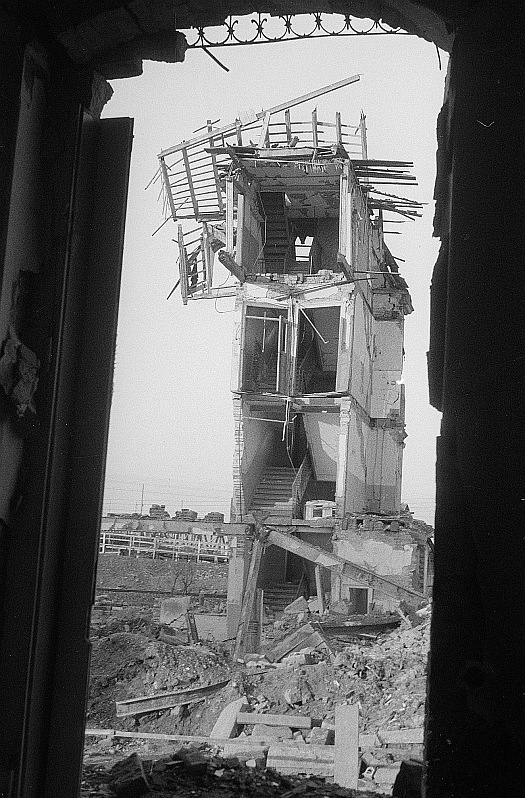
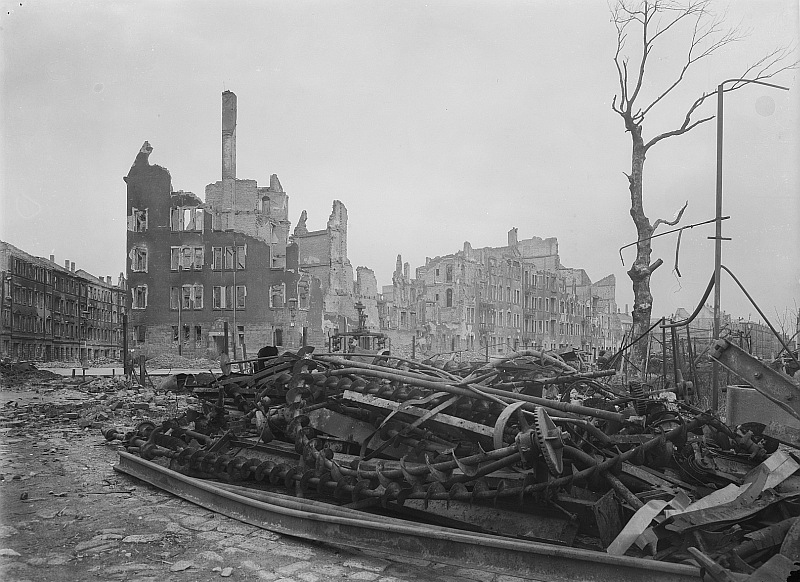
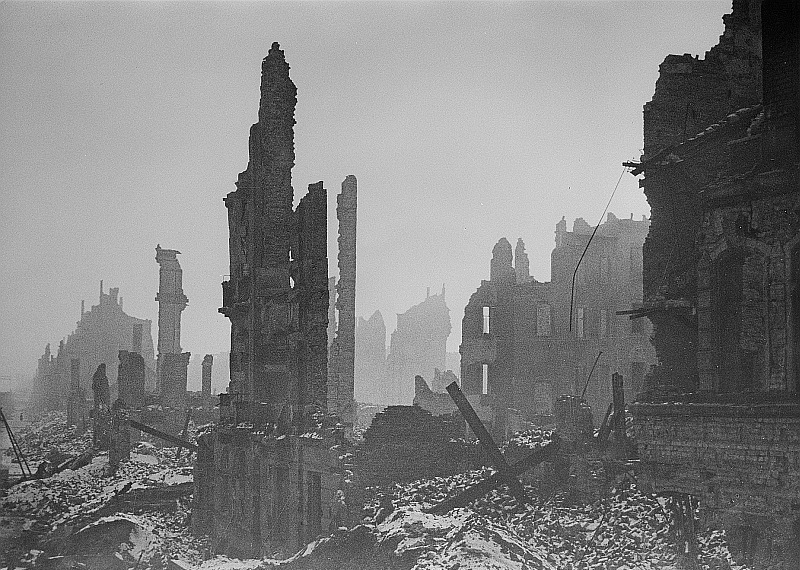
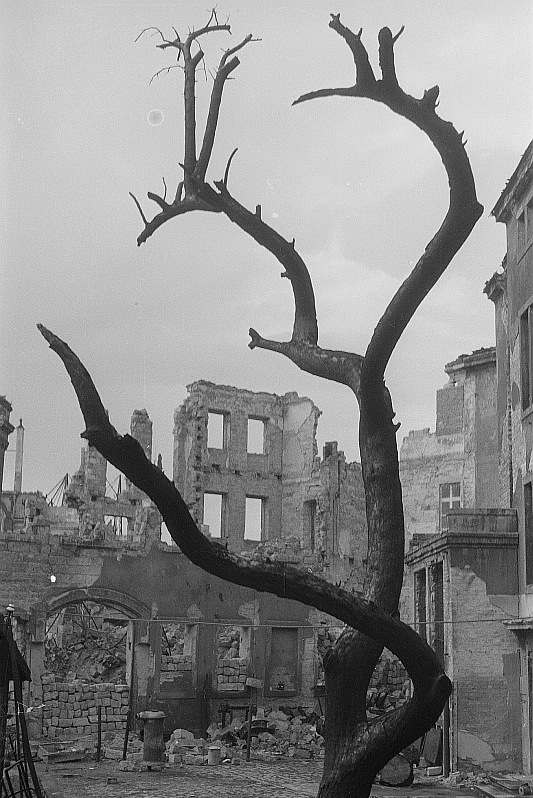
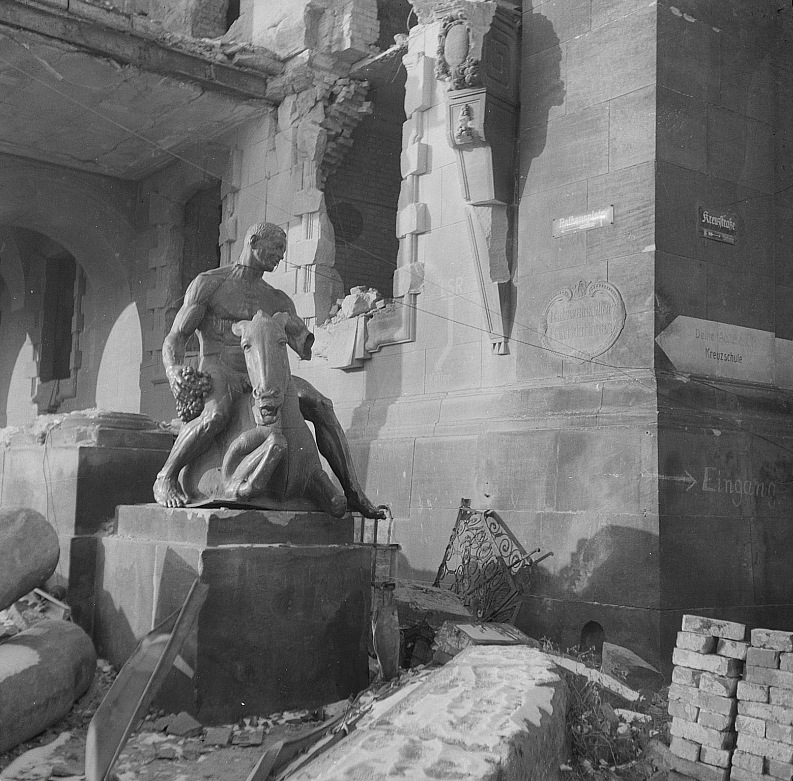
Bacchus sur un âne ivre, œuvre de Georg Wrba[179].
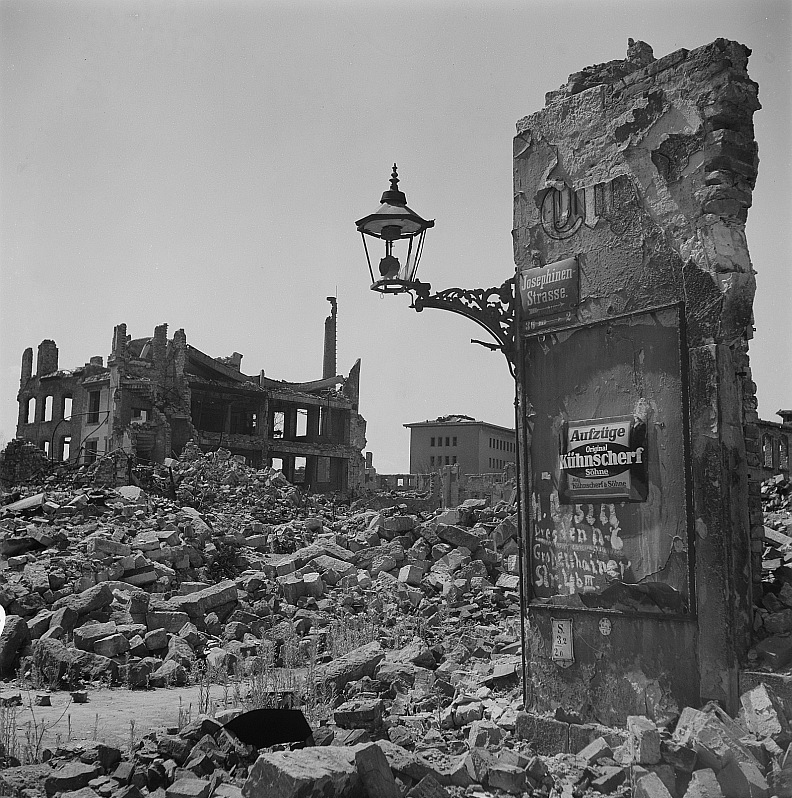
La Josephinen-Strasse.
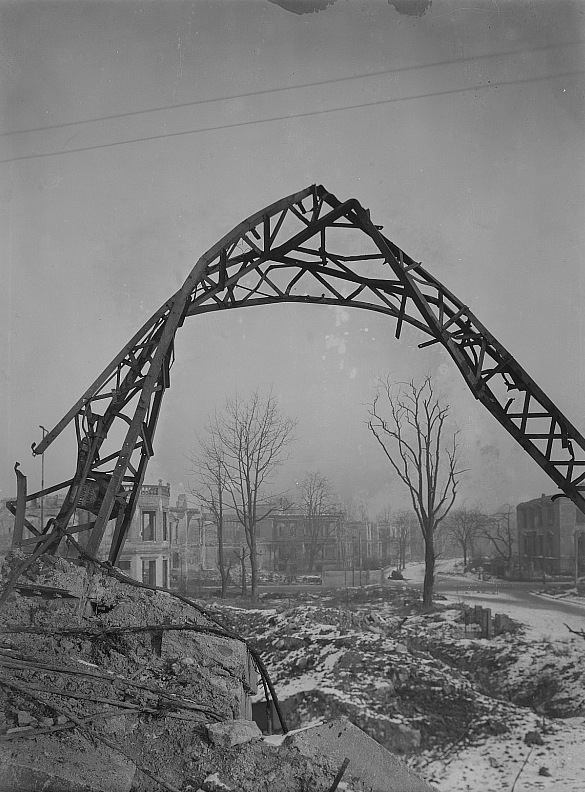
La ligne de chemin de fer allant à Pirna.
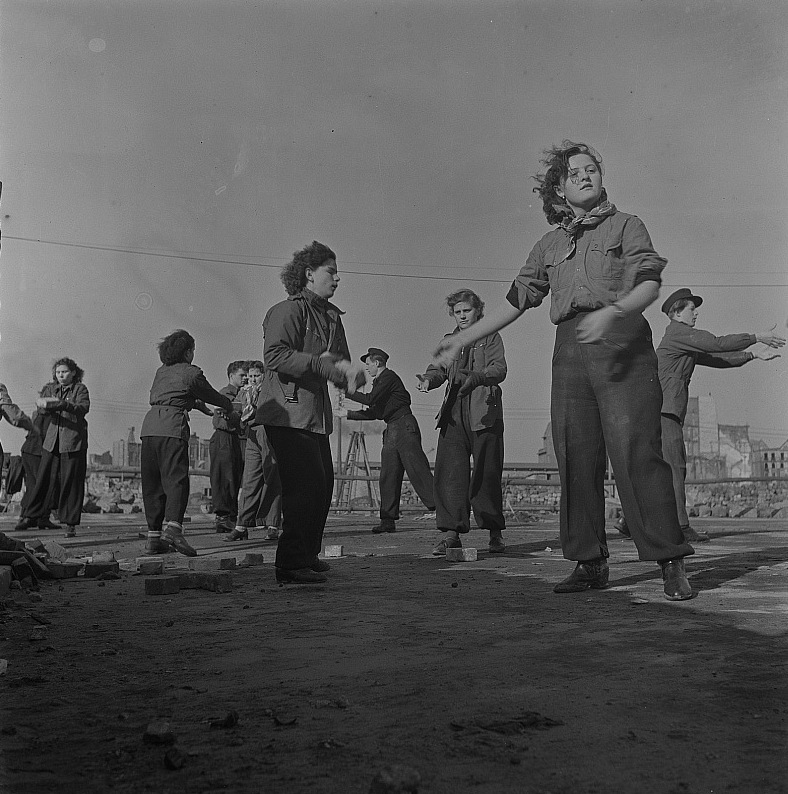
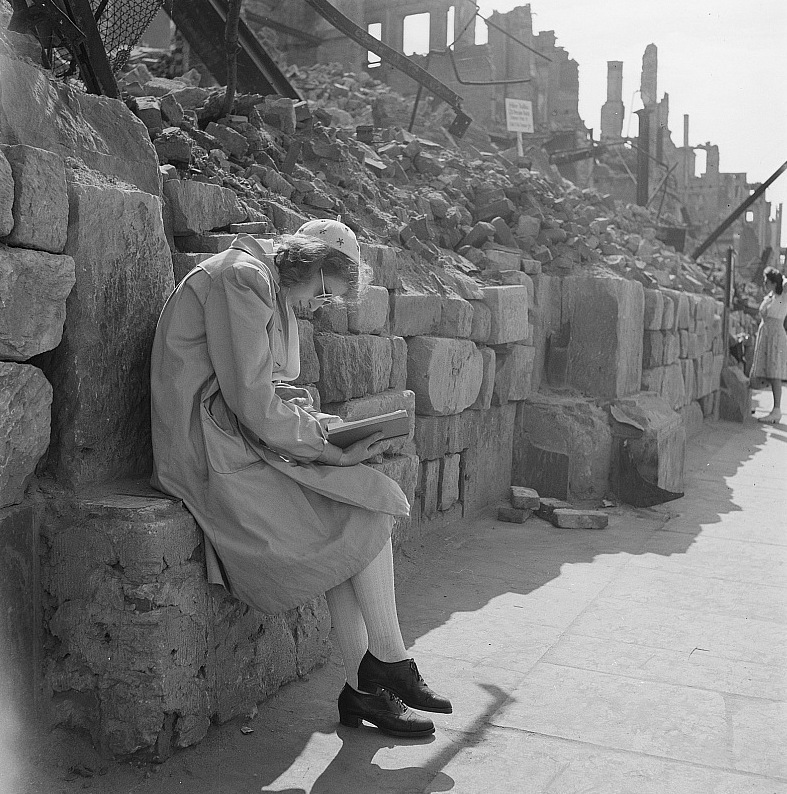
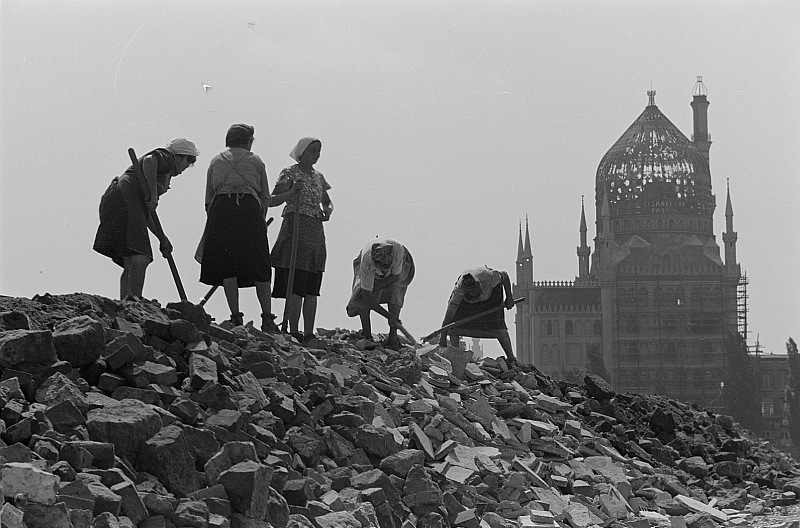
À l'arrière-plan, la manufacture de tabac Yenidze.
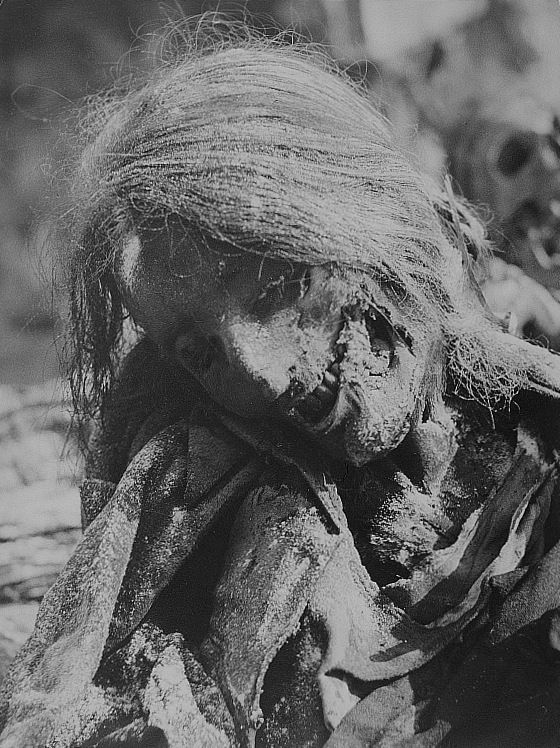